# Дорожні знаки України (2014—2021)
У цій статті наведено перелік дорожніх знаків, які використовувалися в Україні з моменту прийняття стандарту дорожніх знаків ДСТУ 4100:2014 у 2014 році до прийняття чинного стандарту дорожніх знаків ДСТУ 4100:2021 у 2021 році. У стандарті ДСТУ 4100:2021 з'явилося багато дорожніх знаків, і, як наслідок, змінилася нумерація деяких вже існуючих дорожніх знаків, деякі знаки набули нового зовнішнього вигляду, а знаки, що залишилися, були скасовані через непотрібність.
Редакція стандарту ДСТУ 4100:2014 набула чинності з 1 липня 2015 року згідно з наказом Мінекономрозвитку України № 1484 від 29 грудня 2014 року. Стандарт ДСТУ 4100:2014 повністю замінив попередній стандарт ДСТУ 4100:2002, який був прийнятий у 2002 році.
Дорожні знаки України регулюються поєднанням норм, встановлених Віденською конвенцією про дорожні знаки й сигнали, Європейським Союзом та Міністерством інфраструктури України. Перша необхідність національного стандарту для доріг і дорожніх знаків стала очевидною після розпаду СРСР та появи України як незалежної держави. Знаки викладені у 7 окремих категорій, заснованих на значущості: попереджувальні знаки, знаки пріоритету, заборонні знаки, наказові знаки, інформаційно-вказівні знаки, знаки сервісу та додаткові знаки.
Нумерацію дорожніх знаків наведено в таблицях внизу відповідно до стандарту ДСТУ 4100:2014 та Правил дорожнього руху України в редакціях з 2014 по 2021 рік.

## Попереджувальні знаки
Попереджувальні знаки зазвичай є гостроверхими червоними трикутниками з білим фоном та чорними значками. Жовтий фон використовуються для тимчасової небезпеки чи обумовлені дорожніми роботами. Знаки можуть включати додаткові таблички з подробицями небезпеки, до якої відносяться знаки чи містять іншу необхідну інформацію.
| Номер знака | Зображення | Назва знака                                               | Опис |
| ----------- | ---------- | --------------------------------------------------------- | --- |
| 1.1         |            | Небезпечний поворот праворуч                              | Знаки 1.1 і 1.2 попереджають про заокруглення дороги радіусом менше 500 м поза населеними пунктами і менше 150 м — у населених пунктах або про заокруглення з обмеженою оглядовістю. |
| 1.2         |            | Небезпечний поворот ліворуч                               | Знаки 1.1 і 1.2 попереджають про заокруглення дороги радіусом менше 500 м поза населеними пунктами і менше 150 м — у населених пунктах або про заокруглення з обмеженою оглядовістю. |
| 1.3.1       |            | Декілька поворотів                                        | Ділянка дороги з двома і більше розташованими один за одним небезпечними поворотами: 1.3.1 — з першим поворотом праворуч, 1.3.2 — з першим поворотом ліворуч. |
| 1.3.2       |            | Декілька поворотів                                        | Ділянка дороги з двома і більше розташованими один за одним небезпечними поворотами: 1.3.1 — з першим поворотом праворуч, 1.3.2 — з першим поворотом ліворуч. |
| 1.4.1       |            | Напрямок повороту                                         | Знаки (1.4.1, 1.4.4, 1.4.6 — рух праворуч, 1.4.2, 1.4.5, 1.4.7 — рух ліворуч) показують напрямок повороту дороги, позначеної знаками 1.1 і 1.2, напрямок об'їзду перешкоди на дорозі, а знак 1.4.1, зокрема, — напрямок об'їзду центра перехрестя з круговим рухом. Знак 1.4.3 (рух праворуч або ліворуч) показує напрямок руху на Т-подібних перехрестях, розгалуженнях доріг або об'їзду ділянки дороги, що ремонтується. |
| 1.4.2       |            | Напрямок повороту                                         | Знаки (1.4.1, 1.4.4, 1.4.6 — рух праворуч, 1.4.2, 1.4.5, 1.4.7 — рух ліворуч) показують напрямок повороту дороги, позначеної знаками 1.1 і 1.2, напрямок об'їзду перешкоди на дорозі, а знак 1.4.1, зокрема, — напрямок об'їзду центра перехрестя з круговим рухом. Знак 1.4.3 (рух праворуч або ліворуч) показує напрямок руху на Т-подібних перехрестях, розгалуженнях доріг або об'їзду ділянки дороги, що ремонтується. |
| 1.4.3       |            | Напрямок повороту                                         | Знаки (1.4.1, 1.4.4, 1.4.6 — рух праворуч, 1.4.2, 1.4.5, 1.4.7 — рух ліворуч) показують напрямок повороту дороги, позначеної знаками 1.1 і 1.2, напрямок об'їзду перешкоди на дорозі, а знак 1.4.1, зокрема, — напрямок об'їзду центра перехрестя з круговим рухом. Знак 1.4.3 (рух праворуч або ліворуч) показує напрямок руху на Т-подібних перехрестях, розгалуженнях доріг або об'їзду ділянки дороги, що ремонтується. |
| 1.4.4       |            | Напрямок повороту                                         | Знаки (1.4.1, 1.4.4, 1.4.6 — рух праворуч, 1.4.2, 1.4.5, 1.4.7 — рух ліворуч) показують напрямок повороту дороги, позначеної знаками 1.1 і 1.2, напрямок об'їзду перешкоди на дорозі, а знак 1.4.1, зокрема, — напрямок об'їзду центра перехрестя з круговим рухом. Знак 1.4.3 (рух праворуч або ліворуч) показує напрямок руху на Т-подібних перехрестях, розгалуженнях доріг або об'їзду ділянки дороги, що ремонтується. |
| 1.4.5       |            | Напрямок повороту                                         | Знаки (1.4.1, 1.4.4, 1.4.6 — рух праворуч, 1.4.2, 1.4.5, 1.4.7 — рух ліворуч) показують напрямок повороту дороги, позначеної знаками 1.1 і 1.2, напрямок об'їзду перешкоди на дорозі, а знак 1.4.1, зокрема, — напрямок об'їзду центра перехрестя з круговим рухом. Знак 1.4.3 (рух праворуч або ліворуч) показує напрямок руху на Т-подібних перехрестях, розгалуженнях доріг або об'їзду ділянки дороги, що ремонтується. |
| 1.4.6       |            | Напрямок повороту                                         | Знаки (1.4.1, 1.4.4, 1.4.6 — рух праворуч, 1.4.2, 1.4.5, 1.4.7 — рух ліворуч) показують напрямок повороту дороги, позначеної знаками 1.1 і 1.2, напрямок об'їзду перешкоди на дорозі, а знак 1.4.1, зокрема, — напрямок об'їзду центра перехрестя з круговим рухом. Знак 1.4.3 (рух праворуч або ліворуч) показує напрямок руху на Т-подібних перехрестях, розгалуженнях доріг або об'їзду ділянки дороги, що ремонтується. |
| 1.4.7       |            | Напрямок повороту                                         | Знаки (1.4.1, 1.4.4, 1.4.6 — рух праворуч, 1.4.2, 1.4.5, 1.4.7 — рух ліворуч) показують напрямок повороту дороги, позначеної знаками 1.1 і 1.2, напрямок об'їзду перешкоди на дорозі, а знак 1.4.1, зокрема, — напрямок об'їзду центра перехрестя з круговим рухом. Знак 1.4.3 (рух праворуч або ліворуч) показує напрямок руху на Т-подібних перехрестях, розгалуженнях доріг або об'їзду ділянки дороги, що ремонтується. |
| 1.5.1       |            | Звуження дороги                                           | Знак 1.5.1 — звуження дороги з обох боків, 1.5.2 — з правого, 1.5.3 — з лівого боку. |
| 1.5.2       |            | Звуження дороги                                           | Знак 1.5.1 — звуження дороги з обох боків, 1.5.2 — з правого, 1.5.3 — з лівого боку. |
| 1.5.3       |            | Звуження дороги                                           | Знак 1.5.1 — звуження дороги з обох боків, 1.5.2 — з правого, 1.5.3 — з лівого боку. |
| 1.6         |            | Крутий підйом                                             | Знак 1.6 попереджає про наближення до підйому, на якому діють вимоги розділу 28 цих Правил. |
| 1.7         |            | Крутий спуск                                              | Знак 1.7 попереджає про наближення до спуску, на якому діють вимоги розділу 28 цих Правил. |
| 1.8         |            | Виїзд на набережну або берег                              | Виїзд на берег водойми, у тому числі на поромну переправу (застосовується з табличкою 7.11). |
| 1.9         |            | Тунель                                                    | Попереджає про наближення до тунелю, позначеного знаком 5.74; споруди, що не має штучного освітлення, оглядовість в'їзного порталу якої обмежена і на під'їздах до якої звужена проїзна частина. |
| 1.10        |            | Нерівна дорога                                            | Ділянка дороги, що має нерівності проїзної частини — хвилястості, напливи, спучування. |
| 1.11        |            | Пагорб                                                    | Ділянка дороги з буграми, напливами чи неплавним стикуванням конструкцій мостів. Знак також може застосовуватися перед штучно створюваними буграми у місцях, де необхідно примусово обмежити швидкість руху транспортних засобів (небезпечні виїзди з прилеглих територій, місця з інтенсивним рухом дітей через дорогу тощо).                                                                                              |
| 1.12        |            | Вибоїна                                                   | Ділянка дороги з вибоїнами чи просіданнями дорожнього покриття на проїзній частині. |
| 1.13        |            | Слизька дорога                                            | Ділянка дороги з підвищеною слизькістю проїзної частини. |
| 1.14        |            | Викидання кам'яних матеріалів                             | Ділянка дороги, на якій можливе викидання гравію, щебеню тощо з-під коліс транспортних засобів. |
| 1.15        |            | Небезпечне узбіччя                                        | Підвищене, занижене, зруйноване узбіччя або узбіччя, на якому виконуються ремонтні роботи. |
| 1.16        |            | Падіння каміння                                           | Ділянка дороги, на якій можуть бути падіння каміння, обвали, зсуви. |
| 1.17        |            | Боковий вітер                                             | Ділянка дороги, на якій можливі сильний боковий вітер або його раптові пориви. |
| 1.18        |            | Низьколітаючі літаки                                      | Ділянка дороги, яка проходить поблизу аеродрому або над якою літаки чи вертольоти пролітають на невеликій висоті. |
| 1.19        |            | Перехрещення з рухом по колу                              | |
| 1.20        |            | Перехрещення з трамвайною колією                          | Місце перетинання дороги з трамвайною колією на перехресті з обмеженою оглядовістю чи поза ним. |
| 1.21        |            | Перехрещення рівнозначних доріг                           | |
| 1.22        |            | Перехрещення з другорядною дорогою                        | |
| 1.23.1      |            | Прилягання другорядної дороги                             | Знак 1.23.1 — прилягання з правого боку, 1.23.2 — з лівого боку, 1.23.3 — з правого і лівого боку, 1.23.4 — з лівого і правого боку. |
| 1.23.2      |            | Прилягання другорядної дороги                             | Знак 1.23.1 — прилягання з правого боку, 1.23.2 — з лівого боку, 1.23.3 — з правого і лівого боку, 1.23.4 — з лівого і правого боку. |
| 1.23.3      |            | Прилягання другорядної дороги                             | Знак 1.23.1 — прилягання з правого боку, 1.23.2 — з лівого боку, 1.23.3 — з правого і лівого боку, 1.23.4 — з лівого і правого боку. |
| 1.23.4      |            | Прилягання другорядної дороги                             | Знак 1.23.1 — прилягання з правого боку, 1.23.2 — з лівого боку, 1.23.3 — з правого і лівого боку, 1.23.4 — з лівого і правого боку. |
| 1.24        |            | Світлофорне регулювання                                   | Перехрестя, пішохідний перехід або ділянка дороги, рух на якій регулюється світлофором. |
| 1.25        |            | Розвідний міст                                            | Наближення до розвідного моста. |
| 1.26        |            | Двосторонній рух                                          | Початок ділянки дороги (проїзної частини) із зустрічним рухом після одностороннього. |
| 1.27        |            | Залізничний переїзд із шлагбаумом                         | |
| 1.28        |            | Залізничний переїзд без шлагбаума                         | |
| 1.29        |            | Одноколійна залізниця                                     | Позначення не обладнаного шлагбаумом переїзду через залізницю з однією колією. |
| 1.30        |            | Багатоколійна залізниця                                   | Позначення не обладнаного шлагбаумом переїзду через залізницю з двома і більше коліями. |
| 1.31.1      |            | Наближення до залізничного переїзду                       | Додаткове попередження про наближення до залізничного переїзду поза населеними пунктами. |
| 1.31.2      |            | Наближення до залізничного переїзду                       | Додаткове попередження про наближення до залізничного переїзду поза населеними пунктами. |
| 1.31.3      |            | Наближення до залізничного переїзду                       | Додаткове попередження про наближення до залізничного переїзду поза населеними пунктами. |
| 1.31.4      |            | Наближення до залізничного переїзду                       | Додаткове попередження про наближення до залізничного переїзду поза населеними пунктами. |
| 1.31.5      |            | Наближення до залізничного переїзду                       | Додаткове попередження про наближення до залізничного переїзду поза населеними пунктами. |
| 1.31.6      |            | Наближення до залізничного переїзду                       | Додаткове попередження про наближення до залізничного переїзду поза населеними пунктами. |
| 1.32        |            | Пішохідний перехід                                        | Наближення до нерегульованого пішохідного переходу, позначеного відповідними дорожніми знаками або дорожньою розміткою. |
| 1.33        |            | Діти                                                      | Ділянка дороги, на якій можлива поява дітей з території дитячого закладу (дошкільний заклад, заклад загальної середньої освіти, оздоровчий табір тощо), що прилягає безпосередньо до дороги. |
| 1.34        |            | Виїзд велосипедистів                                      | Ділянка дороги, на якій можлива поява велосипедистів, або місце перехрещення з велосипедною доріжкою поза перехрестям. |
| 1.35        |            | Перегін худоби                                            | Ділянка дороги, на якій можлива поява худоби. |
| 1.36        |            | Дикі тварини                                              | Ділянка дороги, на якій можлива поява диких тварин. |
| 1.37        |            | Дорожні роботи                                            | Ділянка дороги, на якій виконуються дорожні роботи. |
| 1.38        |            | Затори в дорожньому русі                                  | Ділянка дороги, де звуження проїзної частини спричиняє затори в дорожньому русі внаслідок виконання дорожніх робіт чи з інших причин. |
| 1.39        |            | Аварійно небезпечна ділянка (інша небезпека)              | Ділянка дороги у місці, де геометричні параметри проїзної частини, радіуси вертикальних і горизонтальних кривих тощо не відповідають вимогам будівельних норм. Разом із знаком можуть бути встановлені таблички 7.21.1, 7.21.2, 7.21.3, 7.21.4, 7.21.5. У разі встановлення знака перед ділянкою дороги, що проходить поблизу гірськолижних трас або трас інших зимових видів спорту, з ним установлюють табличку 7.22.     |
| 1.40        |            | Кінець дороги з удосконаленим покриттям                   | Інформує про перехід дороги з удосконаленим покриттям у гравійну чи ґрунтову дорогу. Скасовано у стандарті ДСТУ 4100:2021 та замінено знаком «Зміна покриття» з тим же номером. |
| 1.41        |            | Місце (ділянка) концентрації дорожньо-транспортних пригод | Місце або ділянка концентрації дорожньо-транспортних пригод, визначені у встановленому порядку. Для зазначення виду небезпеки разом із знаком встановлюють таблички 7.21.1, 7.21.2, 7.21.3, 7.21.4, 7.21.5. |

Знаки 1.6 і 1.7 встановлюються безпосередньо перед початком підйомів або спусків, розташованих один за одним.
На знаках 1.23.1, 1.23.2, 1.23.3, 1.23.4 зображення прилягань відповідає реальній конфігурації перехрестя.
Знаки 1.23.3 і 1.23.4 встановлюються на відстані між приляганнями другорядних доріг менше ніж 50 м у населених пунктах і 100 м поза ними.
Знаки 1.29 і 1.30 встановлюються безпосередньо перед залізничним переїздом.
Знак 1.31.1 установлюється з першим (головним) по ходу руху знаком 1.27  або 1.28, знак 1.31.4 – з дублюючим, який встановлюється на лівому боці проїзної частини, знаки 1.31.3 і 1.31.6 — з другим знаком 1.27 або 1.28, знаки 1.31.2 і 1.31.5 — самостійно (на рівномірній відстані між першим і другим знаками 1.27 або 1.28).
Знак 1.37 може бути встановлено на відстані 10-15 м до місця виконання короткострокових дорожніх робіт на проїзній частині в населеному пункті.
Поза населеними пунктами знаки 1.8, 1.13, 1.14, 1.15, 1.16, 1.25, 1.27, 1.28, 1.33 і 1.37, а в населених пунктах знаки 1.33 і 1.37 повторюються. Наступний знак встановлюється на відстані щонайменше 50 м до початку небезпечної ділянки.
Знаки 1.10, 1.12, 1.14, 1.15, 1.37 і 1.38 — тимчасові і встановлюються на період, необхідний для виконання відповідних робіт на дорозі.

## Знаки пріоритету
Знаки пріоритету регулюють порядок руху транспортних засобів. Знак головної дороги підказує водіям, що вони мають переважне право на усіх перехрестях попереду на дорозі до кінця дії знаку. Дорожні знаки переваги в русі використовуються там, де дорога занадто вузька, щоб дозволити рух транспортних засобів пліч-о-пліч, а лише почергово.
| Номер знака | Зображення | Назва знака                     | Опис |
| ----------- | ---------- | ------------------------------- | --- |
| 2.1         |            | Дати дорогу                     | Водій повинен дати дорогу транспортним засобам, що під'їжджають до нерегульованого перехрестя по головній дорозі, а за наявності таблички 7.8 «Напрямок головної дороги» — транспортним засобам, що рухаються по головній дорозі.                                                                                              |
| 2.2         |            | Проїзд без зупинки заборонено   | Забороняється проїзд без зупинки перед розміткою 1.12 (стоп-лінія), а у разі, коли вона відсутня, перед знаком. Необхідно дати дорогу транспортним засобам, що рухаються дорогою, яка перетинається, а за наявності таблички 7.8 — транспортним засобам, що рухаються головною дорогою, а також праворуч рівнозначною дорогою. |
| 2.3         |            | Головна дорога                  | Надається право першочергового проїзду нерегульованих перехресть. |
| 2.4         |            | Кінець головної дороги          | Скасовується право першочергового проїзду нерегульованих перехресть. |
| 2.5         |            | Перевага зустрічного руху       | Забороняється в'їзд на вузьку ділянку дороги, якщо це може утруднити зустрічний рух. Водій повинен дати дорогу зустрічним транспортним засобам, що розташовані на вузькій ділянці. |
| 2.6         |            | Перевага перед зустрічним рухом | Вузька ділянка дороги, під час руху якою водій має перевагу стосовно зустрічних транспортних засобів. |

Знаки 2.1, 2.2, 2.3, 2.5 і 2.6 встановлюються безпосередньо перед перехрестям або вузькою ділянкою дороги, крім того, знак 2.3 — на початку, а знак 2.4 — в кінці головної дороги. Знак 2.3 з табличкою 7.8 обов'язково повторюється перед перехрестям, на якому головна дорога змінює свій напрямок.
Поза населеними пунктами на дорогах з твердим покриттям знак 2.1 повторюється з додатковою табличкою 7.1.1.
Якщо безпосередньо перед перехрестям встановлено знак 2.2, йому повинен передувати знак 2.1 з додатковою табличкою 7.1.2.
Якщо знак 2.2 встановлений перед залізничним переїздом, що не охороняється та не обладнаний світлофорною сигналізацією, водій повинен зупинитися перед стоп-лінією, а за її відсутності — перед цим знаком.

## Заборонні знаки
Заборонні знаки регулюють використання дороги на основі можливості руху, класів транспортних засобів чи інших обмежень.
| Номер знака | Зображення | Назва знака                                                                           | Опис |
| ----------- | ---------- | ------------------------------------------------------------------------------------- | --- |
| 3.1         |            | Рух заборонено                                                                        | Забороняється рух усіх транспортних засобів у разі, коли: - початок пішохідної зони позначено знаком 5.36 (Примітка: в офіційному тексті помилково вказано знак 5.33); - дорога та (або) вулиця перебуває в аварійному стані і непридатна для руху транспортних засобів; у такому разі обов'язково додатково встановлюється знак 3.43. |
| 3.2         |            | Рух механічних транспортних засобів заборонено                                        | |
| 3.3         |            | Рух вантажних автомобілів заборонено                                                  | Забороняється рух вантажних автомобілів і составів транспортних засобів з дозволеною максимальною масою понад 3,5 т (якщо на знаку не зазначена маса) або з такою, що перевищує зазначену на знаку, а також тракторів, самохідних машин і механізмів. |
| 3.4         |            | Рух з причепом заборонено                                                             | Забороняється рух вантажних автомобілів і тракторів з причепами будь-якого типу, а також буксирування механічних транспортних засобів. |
| 3.5         |            | Рух тракторів заборонено                                                              | Забороняється рух тракторів, самохідних машин і механізмів. |
| 3.6         |            | Рух мотоциклів заборонено                                                             | |
| 3.7         |            | Рух на мопедах заборонено                                                             | Забороняється рух на мопедах і велосипедах з підвісним двигуном. |
| 3.8         |            | Рух на велосипедах заборонено                                                         | |
| 3.9         |            | Рух пішоходів заборонено                                                              | |
| 3.10        |            | Рух з ручними візками заборонено                                                      | |
| 3.11        |            | Рух гужових возів (саней) заборонено                                                  | Забороняється рух гужових возів (саней), тварин під сідлом або в'юком, а також прогін худоби. |
| 3.12        |            | Рух транспортних засобів, що перевозять небезпечні вантажі, заборонено                | Забороняється рух транспортних засобів з розпізнавальним знаком «Табличка оранжевого кольору», що перевозять небезпечні вантажі. |
| 3.13        |            | Рух транспортних засобів, що перевозять вибухові та легкозаймисті вантажі, заборонено | Забороняється рух транспортних засобів з розпізнавальним знаком «Табличка оранжевого кольору», що перевозять вибухові та легкозаймисті вантажі. |
| 3.14        |            | Рух транспортних засобів, що перевозять речовини, які забруднюють воду, заборонено    | Забороняється рух транспортних засобів з розпізнавальним знаком «Табличка оранжевого кольору», що перевозять небезпечні для водних ресурсів навколишнього природного середовища речовини. |
| 3.15        |            | Рух транспортних засобів, маса яких перевищує… т, заборонено                          | Забороняється рух транспортних засобів, у тому числі їх составів, загальна фактична маса яких перевищує зазначену на знаку. |
| 3.16        |            | Рух транспортних засобів, навантаження на вісь яких перевищує… т, заборонено          | Забороняється рух транспортних засобів, у яких фактичне навантаження на будь-яку вісь більше зазначеної на знаку. |
| 3.17        |            | Рух транспортних засобів, ширина яких перевищує… м, заборонено                        | Забороняється рух транспортних засобів, габаритна ширина яких (з вантажем чи без нього) більша зазначеної на знаку. |
| 3.18        |            | Рух транспортних засобів, висота яких перевищує… м, заборонено                        | Забороняється рух транспортних засобів, габаритна висота яких (з вантажем чи без нього) більша зазначеної на знаку. |
| 3.19        |            | Рух транспортних засобів, довжина яких перевищує… м, заборонено                       | Забороняється рух транспортних засобів, габаритна довжина яких (з вантажем чи без нього) більша зазначеної на знаку. |
| 3.20        |            | Рух транспортних засобів без дотримання дистанції… м заборонено                       | Забороняється рух транспортних засобів з дистанцією між ними менше зазначеної на знаку. |
| 3.21        |            | В'їзд заборонено                                                                      | Забороняється в'їзд усіх транспортних засобів з метою: - запобігання зустрічному руху транспортних засобів на ділянках доріг з одностороннім рухом; - запобігання виїзду транспортних засобів назустріч загальному потоку на дорогах, позначених знаком 5.8; - організації відокремленого в'їзду і виїзду на майданчиках, що використовуються для стоянки транспортних засобів, майданчиках відпочинку, автозаправних станцій тощо; - запобігання в'їзду на окрему смугу руху, при цьому знак 3.21 повинен застосовуватися разом з табличкою 7.9; - запобігання в'їзду на дороги, що безпосередньо простягаються у межах прикордонної смуги до державного кордону і не забезпечують пересування до встановлених пунктів пропуску через державний кордон (крім сільськогосподарської техніки, інших транспортних засобів і механізмів, задіяних у провадженні відповідно до законодавства і за наявності відповідних на те законних підстав сільськогосподарської діяльності або інших робіт, ліквідації надзвичайних ситуацій та їх наслідків, а також транспортних засобів Збройних Сил, Національної гвардії, СБУ, Держприкордонслужби, ДМС, ДФС, Оперативно-рятувальної служби цивільного захисту, Національної поліції і органів прокуратури під час виконання оперативних та службових завдань). |
| 3.22        |            | Поворот праворуч заборонено                                                           | Забороняється поворот праворуч транспортних засобів. |
| 3.23        |            | Поворот ліворуч заборонено                                                            | Забороняється поворот ліворуч транспортних засобів. При цьому розворот дозволяється. |
| 3.24        |            | Розворот заборонено                                                                   | Забороняється розворот транспортних засобів. При цьому поворот ліворуч дозволяється. |
| 3.25        |            | Обгін заборонено                                                                      | Забороняється обгін усіх транспортних засобів (крім поодиноких, що рухаються із швидкістю менше 30 км/год). |
| 3.26        |            | Кінець заборони обгону                                                                | |
| 3.27        |            | Обгін вантажним автомобілям заборонено                                                | Забороняється вантажним автомобілям з дозволеною максимальною масою понад 3,5 т обганяти усі транспортні засоби (крім поодиноких, що рухаються із швидкістю менше 30 км/год). Тракторам забороняється обгін усіх транспортних засобів, крім поодиноких велосипедів, гужових возів (саней). |
| 3.28        |            | Кінець заборони обгону вантажним автомобілям                                          | |
| 3.29        |            | Обмеження максимальної швидкості                                                      | Забороняється рух із швидкістю, що перевищує зазначену на знаку. |
| 3.30        |            | Кінець обмеження максимальної швидкості                                               | |
| 3.31        |            | Зона обмеження максимальної швидкості                                                 | Забороняється в зоні (населений пункт, мікрорайон, зона відпочинку тощо) рух із швидкістю, яка перевищує зазначену на знаку. |
| 3.32        |            | Кінець зони обмеження максимальної швидкості                                          | |
| 3.33        |            | Подачу звукового сигналу заборонено                                                   | Забороняється користування звуковими сигналами, крім випадків, коли без цього неможливо запобігти дорожньо-транспортній пригоді. |
| 3.34        |            | Зупинку заборонено                                                                    | Забороняються зупинка і стоянка транспортних засобів, крім таксі, що здійснює посадку або висадку пасажирів (розвантаження чи завантаження вантажу). |
| 3.35        |            | Стоянку заборонено                                                                    | Забороняється стоянка усіх транспортних засобів. |
| 3.36        |            | Стоянку заборонено в непарні числа місяця                                             | |
| 3.37        |            | Стоянку заборонено в парні числа місяця                                               | |
| 3.38        |            | Зона обмеженої стоянки                                                                | Визначає територію в населеному пункті, на якій тривалість стоянки обмежена незалежно від того, чи справляється за це плата. У нижній частині знака можуть бути зазначені умови обмеження стоянки. У відповідних випадках на знаку або додаткових табличках 7.4.1, 7.4.2, 7.4.3, 7.4.4, 7.4.5, 7.4.6, 7.4.7, 7.19 зазначаються дні і час доби, протягом яких діє обмеження, а також його умови. Забороняється стоянка в позначеній зоні тривалістю більше тієї, що зазначена на табличках 7.4.1, 7.4.2, 7.4.3, 7.4.4, 7.4.5, 7.4.6, 7.4.7, 7.19. |
| 3.39        |            | Кінець зони обмеженої стоянки                                                         | |
| 3.40        |            | Митниця                                                                               | Забороняється проїзд без зупинки біля митниці. |
| 3.41        |            | Контроль                                                                              | Забороняється проїзд без зупинки перед контрольними пунктами (дорожня станція патрульної поліції, карантинний пост, прикордонна зона, закрита територія, пункт оплати проїзду на платних дорогах тощо). Застосовується лише за умови обов'язкового поетапного обмеження швидкості руху шляхом попереднього встановлення необхідної кількості знаків 3.29 та (або) 3.31 згідно з вимогами пункту 12.10 цих Правил. |
| 3.42        |            | Кінець усіх заборон і обмежень                                                        | Знак визначає одночасно кінець дії усіх заборон і обмежень, що запроваджені одним або кількома заборонними дорожніми знаками 3.20, 3.25, 3.27, 3.29, 3.31, 3.33, 3.34, 3.35, 3.36, 3.37, 3.38, 3.44, 3.45. |
| 3.43        |            | Небезпека                                                                             | Забороняє рух усіх без винятку користувачів доріг, вулиць, залізничних переїздів у зв'язку з дорожньо-транспортною пригодою, аварією, проявом стихійного лиха чи іншою небезпекою для руху (зсув ґрунту, падіння каміння, сильний снігопад, повінь тощо). |
| 3.44        |            | Рух зазначених транспортних засобів заборонено                                        | Забороняє рух зазначених на знаку транспортних засобів та рівний за значенням кільком установленим разом відповідним заборонним знакам. |
| 3.45        |            | Рух зазначених транспортних засобів заборонено                                        | Забороняє рух зазначених на знаку транспортних засобів та рівний за значенням кільком установленим разом відповідним заборонним знакам. |

Не поширюється дія знаків:
- 3.1, 3.2, 3.21, 3.22, 3.23, 3.24, 3.34 — на транспортні засоби, що рухаються за встановленими маршрутами;
- 3.1, 3.2, 3.35, 3.36, 3.37, 3.38, а також знака 3.34 за наявності під ним таблички 7.18 на водіїв з інвалідністю, які керують мотоколяскою або автомобілем, позначеними розпізнавальним знаком «Водій з інвалідністю», на водіїв, які перевозять пасажирів з інвалідністю, за умови наявності документів, що підтверджують інвалідність пасажира (крім пасажирів з явними ознаками інвалідності);
- 3.1, 3.2, 3.3, 3.4, 3.5, 3.6, 3.7, 3.8, 3.11 — на транспортні засоби, що обслуговують громадян чи належать громадянам, які проживають або працюють у цій зоні, а також на транспортні засоби, що обслуговують підприємства, які розташовані у позначеній зоні. У таких випадках транспортні засоби повинні в'їжджати до позначеної зони і виїжджати з неї на найближчому перехресті до місця призначення;
- 3.3 — на вантажні автомобілі, які мають похилу білу смугу на зовнішній бічній поверхні або перевозять групи людей;
- 3.35, 3.36, 3.37, 3.38 — на таксі з увімкненим таксометром.

Дія знаків 3.22, 3.23, 3.24 поширюється на перехрещення проїзних частин та інші місця, перед якими встановлено один з цих знаків.
Зона дії знаків 3.1, 3.2, 3.3, 3.4, 3.5, 3.6, 3.7, 3.8, 3.9, 3.10, 3.11, 3.12, 3.13, 3.14, 3.15, 3.19, 3.20, 3.21, 3.25, 3.27, 3.29, 3.33, 3.34, 3.35, 3.36, 3.37 — від місця встановлення до найближчого перехрестя за ним, а в населених пунктах, де немає перехресть, — до кінця населеного пункту. Дія знаків не переривається в місцях виїзду з прилеглих до дороги територій і в місцях перехрещення (прилягання) з польовими, лісовими та іншими дорогами без покриття, перед якими не встановлено знаки пріоритету.
У разі заборони руху на ділянках доріг, позначених знаками 3.17, 3.18, 3.19, об'їзд слід здійснювати за іншим маршрутом.
Дія знаків 3.31 і 3.38 поширюється на всю відповідну зону.
Дія знаків 3.9, 3.10, 3.34, 3.35, 3.36, 3.37 поширюється лише на той бік дороги, на якому вони встановлені.
Дія знака 3.16 поширюється на ту дорогу (ділянку дороги), на початку якої встановлений цей знак.
Дія знаків 3.17, 3.18 поширюється на те місце, перед яким встановлений цей знак.
Дія знака 3.29, що встановлений перед населеним пунктом, позначеним знаком 5.45, поширюється до цього знака.
У разі одночасного застосування знаків 3.36 і 3.37 час перестановки транспортних засобів з одного боку дороги на другий — з 19 до 24 год.
Зона дії знаків може бути зменшена:
- для знаків 3.20 і 3.33 — застосуванням таблички 7.2.1;
- для знаків 3.25, 3.27, 3.29, 3.31, 3.38 — установленням у кінці зони їх дії відповідно знаків 3.26, 3.28, 3.30, 3.32, 3.39;
- для знака 3.29 — зміною на знакові величини максимальної швидкості руху;
- для знаків 3.34, 3.35, 3.36, 3.37 — табличкою 7.2.2 на початку зони дії, а також установленням у кінці їх зони дії дублюючих знаків 3.34, 3.35, 3.36, 3.37 з табличкою 7.2.3.

Знак 3.34 може застосовуватися разом з розміткою 1.4, знак 3.35 — з розміткою 1.10.1, при цьому зона їх дії визначається за довжиною лінії розмітки.
У разі заборони руху транспортних засобів і пішоходів знаками 3.5, 3.6, 3.7, 3.8, 3.9, 3.10, 3.11 на одному знакові може бути нанесено не більше трьох їх символів, розділених між собою.

## Наказові знаки
Наказові знаки інструктують водіїв на дії, які вони повинні прийняти чи підкоритися, або можуть позначати типи транспортних засобів яким дозволяється використовувати дорогу.
| Номер знака | Зображення | Назва знака                                                  | Опис |
| ----------- | ---------- | ------------------------------------------------------------ | --- |
| 4.1         |            | Рух прямо                                                    | Рух лише у напрямках, показаних стрілками на знаках 4.1, 4.2, 4.3, 4.4, 4.5, 4.6. Відповідно до стандарту ДСТУ 4100:2021 зображення знаків 4.1, 4.4, 4.5 та 4.6 модифіковано.                                                                                             |
| 4.2         |            | Рух праворуч                                                 | Рух лише у напрямках, показаних стрілками на знаках 4.1, 4.2, 4.3, 4.4, 4.5, 4.6. Відповідно до стандарту ДСТУ 4100:2021 зображення знаків 4.1, 4.4, 4.5 та 4.6 модифіковано.                                                                                             |
| 4.3         |            | Рух ліворуч                                                  | Рух лише у напрямках, показаних стрілками на знаках 4.1, 4.2, 4.3, 4.4, 4.5, 4.6. Відповідно до стандарту ДСТУ 4100:2021 зображення знаків 4.1, 4.4, 4.5 та 4.6 модифіковано.                                                                                             |
| 4.4         |            | Рух прямо або праворуч                                       | Рух лише у напрямках, показаних стрілками на знаках 4.1, 4.2, 4.3, 4.4, 4.5, 4.6. Відповідно до стандарту ДСТУ 4100:2021 зображення знаків 4.1, 4.4, 4.5 та 4.6 модифіковано.                                                                                             |
| 4.5         |            | Рух прямо або ліворуч                                        | Рух лише у напрямках, показаних стрілками на знаках 4.1, 4.2, 4.3, 4.4, 4.5, 4.6. Відповідно до стандарту ДСТУ 4100:2021 зображення знаків 4.1, 4.4, 4.5 та 4.6 модифіковано.                                                                                             |
| 4.6         |            | Рух праворуч або ліворуч                                     | Рух лише у напрямках, показаних стрілками на знаках 4.1, 4.2, 4.3, 4.4, 4.5, 4.6. Відповідно до стандарту ДСТУ 4100:2021 зображення знаків 4.1, 4.4, 4.5 та 4.6 модифіковано.                                                                                             |
| 4.7         |            | Об'їзд перешкоди з правого боку                              | Об'їзд лише з боку, показаного стрілкою на знаках 4.7 і 4.8. Відповідно до стандарту ДСТУ 4100:2021 зображення знаків 4.7 та 4.8 модифіковано. |
| 4.8         |            | Об'їзд перешкоди з лівого боку                               | Об'їзд лише з боку, показаного стрілкою на знаках 4.7 і 4.8. Відповідно до стандарту ДСТУ 4100:2021 зображення знаків 4.7 та 4.8 модифіковано. |
| 4.9         |            | Об'їзд перешкоди з правого або лівого боку                   | |
| 4.10        |            | Круговий рух                                                 | Вимагає об'їзду клумби (центрального острівця) в напрямку, показаному стрілками на перехресті з круговим рухом. |
| 4.11        |            | Рух легкових автомобілів                                     | Дозволяється рух лише легкових автомобілів, автобусів, мотоциклів, маршрутних транспортних засобів і вантажних автомобілів, дозволена максимальна маса яких не перевищує 3,5 т.                                                                                           |
| 4.12        |            | Доріжка для велосипедистів                                   | Рух на велосипедах. Дозволяється рух із швидкістю пішохода особам, які рухаються в кріслах колісних. Якщо немає тротуару або пішохідної доріжки, дозволяється також рух пішоходів.                                                                                        |
| 4.13        |            | Доріжка для пішоходів                                        | Застосовується для позначення доріжок, призначених тільки для руху пішоходів. Відповідно до стандарту ДСТУ 4100:2021 зображення цього знака змінено. |
| 4.14        |            | Доріжка для пішоходів і велосипедистів                       | Рух пішоходів і велосипедистів. Дозволяється рух із швидкістю пішохода особам, які рухаються в кріслах колісних. |
| 4.15        |            | Доріжка для вершників                                        | Рух лише вершників. |
| 4.16        |            | Обмеження мінімальної швидкості                              | Рух із швидкістю не меншою, ніж зазначено на знаку, але і не більшою, ніж це передбачено пунктами 12.4, 12.5, 12.6, 12.7 цих Правил. |
| 4.17        |            | Кінець обмеження мінімальної швидкості                       | Рух на велосипедах. Дозволяється рух із швидкістю пішохода особам, які рухаються в кріслах колісних. Якщо немає тротуару або пішохідної доріжки, дозволяється також рух пішоходів.                                                                                        |
| 4.18.1      |            | Напрямок руху транспортних засобів з небезпечними вантажами  | Показує дозволений напрямок руху транспортних засобів з розпізнавальними знаками «Знак небезпеки» та «Табличка оранжевого кольору». |
| 4.18.2      |            | Напрямок руху транспортних засобів з небезпечними вантажами  | Показує дозволений напрямок руху транспортних засобів з розпізнавальними знаками «Знак небезпеки» та «Табличка оранжевого кольору». |
| 4.18.3      |            | Напрямок руху транспортних засобів з небезпечними вантажами  | Показує дозволений напрямок руху транспортних засобів з розпізнавальними знаками «Знак небезпеки» та «Табличка оранжевого кольору». |
| 4.19        |            | Рух із застосуванням ланцюгів проти ковзання                 | Рух легкових, вантажних автомобілів та автобусів із застосуванням ланцюгів проти ковзання не менше ніж на двох ведучих колесах транспортного засобу. Знак 4.21 застосовується з табличкою 7.12.                                                                           |
| 4.20        |            | Кінець ділянки руху із застосуванням ланцюгів проти ковзання | Позначає кінець зони дії знака 4.21. |
| 4.21        |            | Кінець доріжки для велосипедистів                            | Кінець доріжки, позначеної знаком 4.14. |
| 4.22        |            | Суміжні пішохідна та велосипедна доріжки                     | Рух пішоходів, велосипедистів відповідно по пішохідній, велосипедній доріжках, які прилягають одна до одної, але розмежовані розміткою 1.1 або кольором покриття. Дозволяється рух із швидкістю пішохода по будь-якій з доріжок особам, які рухаються в кріслах колісних. |

Знаки 4.3, 4.5 і 4.6 дозволяють також розворот транспортних засобів.
Дія знаків 4.1, 4.2, 4.3, 4.4, 4.5, 4.6 не поширюється на транспортні засоби, що рухаються за встановленими маршрутами. Дія знаків 4.1, 4.2, 4.3, 4.4, 4.5, 4.6 поширюється на перехрещення проїзних частин, перед яким вони встановлені. Дія знака 4.1, установленого на початку дороги або за перехрестям, поширюється на ділянку дороги до найближчого перехрестя. Знак не забороняє поворот праворуч у двори та на інші прилеглі до дороги території.
Дія знака 4.11 не поширюється на транспортні засоби, що обслуговують громадян чи належать громадянам, які проживають або працюють у позначеній зоні, а також на транспортні засоби, що обслуговують підприємства, які розташовані у цій зоні. У таких випадках транспортні засоби повинні в'їжджати до позначеної зони і виїжджати з неї на найближчому перехресті до місця призначення.

## Інформаційно-вказівні знаки
Інформаційні знаки описують умови дороги та покриття, які не вимагають попередження небезпеки, обов'язкових приписів чи заборони.
| Номер знака | Зображення | Назва знака                                                                                     | Опис |
| ----------- | ---------- | ----------------------------------------------------------------------------------------------- | --- |
| 5.1         |            | Автомагістраль                                                                                  | Дорога, на якій діють особливі умови дорожнього руху, передбачені розділом 27 цих Правил. |
| 5.2         |            | Кінець автомагістралі                                                                           | |
| 5.3         |            | Дорога для автомобілів                                                                          | Дорога, на якій діють особливі умови дорожнього руху, передбачені розділом 27 цих Правил (за винятком пункту 27.3 цих Правил). |
| 5.4         |            | Кінець дороги для автомобілів                                                                   | |
| 5.5         |            | Дорога з одностороннім рухом                                                                    | Дорога або відокремлена проїзна частина, по якій рух транспортних засобів за всією шириною здійснюється лише в одному напрямку. |
| 5.6         |            | Кінець дороги з одностороннім рухом                                                             | |
| 5.7.1       |            | Виїзд на дорогу з одностороннім рухом                                                           | Показують напрямок руху на перехрещуваній дорозі, якщо на ній організовано односторонній рух. Рух транспортних засобів по цій дорозі або проїзній частині дозволяється лише у напрямку, показаному стрілкою. |
| 5.7.2       |            | Виїзд на дорогу з одностороннім рухом                                                           | Показують напрямок руху на перехрещуваній дорозі, якщо на ній організовано односторонній рух. Рух транспортних засобів по цій дорозі або проїзній частині дозволяється лише у напрямку, показаному стрілкою. |
| 5.8         |            | Дорога із смугою для руху маршрутних транспортних засобів                                       | Дорога, на якій по спеціально відведеній смузі здійснюється рух транспортних засобів за встановленим маршрутом та велосипедистів. |
| 5.9         |            | Кінець дороги із смугою для руху маршрутних транспортних засобів                                | |
| 5.10.1      |            | Виїзд на дорогу із смугою для руху маршрутних транспортних засобів                              | |
| 5.10.2      |            | Виїзд на дорогу із смугою для руху маршрутних транспортних засобів                              | |
| 5.11        |            | Смуга для руху маршрутних транспортних засобів                                                  | Смуга призначена для руху транспортних засобів, що рухаються за встановленими маршрутами, та велосипедистів, якщо рух такою смугою здійснюється попутно загальному потоку транспортних засобів. Дія знака поширюється на смугу руху, над якою він установлений. Якщо знак установлений праворуч від дороги, його дія поширюється на праву смугу руху. Водію, який повертає праворуч на дорозі із смугою для маршрутних транспортних засобів, що відокремлена переривчастою лінією дорожньої розмітки, дозволено виконувати поворот із цієї смуги. У таких місцях дозволяється також заїжджати на неї під час виїзду на дорогу і для посадки чи висадки пасажирів біля правого краю проїзної частини.                                                                                             |
| 5.12        |            | Кінець смуги для руху маршрутних транспортних засобів                                           | |
| 5.13        |            | Дорога з реверсивним рухом                                                                      | Початок ділянки дороги, на якій по одній або кількох смугах напрямок руху може змінюватися на протилежний. |
| 5.14        |            | Кінець дороги з реверсивним рухом                                                               | |
| 5.15        |            | Виїзд на дорогу з реверсивним рухом                                                             | |
| 5.16        |            | Напрямки руху по смугах                                                                         | Показує кількість смуг на перехресті і дозволені напрямки руху по кожній з них. |
| 5.17.1      |            | Напрямок руху по смугах                                                                         | |
| 5.17.2      |            | Напрямок руху по смугах                                                                         | |
| 5.18        |            | Напрямок руху по смузі                                                                          | Показує дозволений напрямок руху по смузі. Знак 5.18 із стрілкою, що зображує поворот ліворуч іншим чином, ніж це передбачено цими Правилами, означає, що на даному перехресті поворот ліворуч або розворот здійснюється з виїздом за межі перехрестя направо і об'їздом клумби (розділювального острівця) у напрямку, показаному стрілкою |
| 5.19        |            | Використання смуги руху                                                                         | Інформує водіїв про використання смуги для руху тільки певних видів транспортних засобів у зазначених напрямках. |
| 5.20.1      |            | Початок додаткової смуги руху                                                                   | Початок додаткової смуги руху на підйомі або смуги гальмування. Якщо на знакові, встановленому перед додатковою смугою, зображено знак 4.16, водій транспортного засобу, який не може продовжувати рух по основній смузі із зазначеною або більшою швидкістю, повинен перестроїтися на додаткову смугу руху. Знак 5.20.3 позначає початок додаткової смуги зліва або початок смуги гальмування перед перехрестям для повороту ліворуч або розвороту. |
| 5.20.2      |            | Початок додаткової смуги руху                                                                   | Початок додаткової смуги руху на підйомі або смуги гальмування. Якщо на знакові, встановленому перед додатковою смугою, зображено знак 4.16, водій транспортного засобу, який не може продовжувати рух по основній смузі із зазначеною або більшою швидкістю, повинен перестроїтися на додаткову смугу руху. Знак 5.20.3 позначає початок додаткової смуги зліва або початок смуги гальмування перед перехрестям для повороту ліворуч або розвороту. |
| 5.20.3      |            | Початок додаткової смуги руху                                                                   | Початок додаткової смуги руху на підйомі або смуги гальмування. Якщо на знакові, встановленому перед додатковою смугою, зображено знак 4.16, водій транспортного засобу, який не може продовжувати рух по основній смузі із зазначеною або більшою швидкістю, повинен перестроїтися на додаткову смугу руху. Знак 5.20.3 позначає початок додаткової смуги зліва або початок смуги гальмування перед перехрестям для повороту ліворуч або розвороту. |
| 5.21.1      |            | Кінець додаткової смуги руху                                                                    | Знак 5.21.1 показує на кінець додаткової смуги або смуги для розгону, 5.21.2 — на кінець смуги, призначеної для руху в даному напрямку. |
| 5.21.2      |            | Кінець додаткової смуги руху                                                                    | Знак 5.21.1 показує на кінець додаткової смуги або смуги для розгону, 5.21.2 — на кінець смуги, призначеної для руху в даному напрямку. |
| 5.22        |            | Прилягання смуги для розгону транспортних засобів                                               | Місце, де смуга для розгону прилягає до основної смуги руху на одному рівні з правого боку. |
| 5.23        |            | Прилягання додаткової смуги руху з правого боку                                                 | Інформує про те, що додаткова смуга руху прилягає до основної смуги руху на дорозі з правого боку. |
| 5.24.1      |            | Зміна напрямку руху на дорозі з розділювальною смугою                                           | Показує напрямок об'їзду закритої для руху ділянки проїзної частини на дорозі з розділювальною смугою або напрямок руху для повернення на проїзну частину праворуч. |
| 5.24.2      |            | Зміна напрямку руху на дорозі з розділювальною смугою                                           | Показує напрямок об'їзду закритої для руху ділянки проїзної частини на дорозі з розділювальною смугою або напрямок руху для повернення на проїзну частину праворуч. |
| 5.25        |            | Смуга руху для аварійної зупинки                                                                | Інформує водія про розташування смуги, спеціально підготовленої для аварійної зупинки транспортних засобів у разі відмови гальмової системи. |
| 5.26        |            | Місце для розвороту                                                                             | Позначає місце для розвороту транспортних засобів. Поворот ліворуч забороняється. |
| 5.27        |            | Зона для розвороту                                                                              | Позначає зону за довжиною для розвороту транспортних засобів. Поворот ліворуч забороняється. |
| 5.28.1      |            | Напрямок руху для вантажних автомобілів                                                         | Показує рекомендований напрямок руху для вантажних автомобілів і самохідних машин. |
| 5.28.2      |            | Напрямок руху для вантажних автомобілів                                                         | Показує рекомендований напрямок руху для вантажних автомобілів і самохідних машин. |
| 5.28.3      |            | Напрямок руху для вантажних автомобілів                                                         | Показує рекомендований напрямок руху для вантажних автомобілів і самохідних машин. |
| 5.29.1      |            | Тупик                                                                                           | Дорога, що не має наскрізного проїзду. |
| 5.29.2      |            | Тупик                                                                                           | Дорога, що не має наскрізного проїзду. |
| 5.29.3      |            | Тупик                                                                                           | Дорога, що не має наскрізного проїзду. |
| 5.30        |            | Рекомендована швидкість                                                                         | Зона дії знака поширюється до найближчого перехрестя. |
| 5.31        |            | Житлова зона                                                                                    | Інформує про в'їзд на територію, де діють особливі умови дорожнього руху, передбачені цими Правилами. |
| 5.32        |            | Кінець житлової зони                                                                            | |
| 5.33        |            | Пішохідна зона                                                                                  | Інформує про особливості і умови дорожнього руху, передбачені цими Правилами. |
| 5.34        |            | Кінець пішохідної зони                                                                          | |
| 5.35.1      |            | Пішохідний перехід                                                                              | Знак 5.38.1 встановлюється праворуч від дороги на ближній межі переходу, а знак 5.38.2 — ліворуч від дороги на дальній межі переходу. |
| 5.35.2      |            | Пішохідний перехід                                                                              | Знак 5.38.1 встановлюється праворуч від дороги на ближній межі переходу, а знак 5.38.2 — ліворуч від дороги на дальній межі переходу. |
| 5.36.1      |            | Підземний пішохідний перехід                                                                    | |
| 5.36.2      |            | Підземний пішохідний перехід                                                                    | |
| 5.37.1      |            | Надземний пішохідний перехід                                                                    | |
| 5.37.2      |            | Надземний пішохідний перехід                                                                    | |
| 5.38.1      |            | Місце для стоянки                                                                               | Застосовується для позначення місць та майданчиків для стоянки транспортних засобів. Знак з літерою «Р» та символом даху застосовується для критих стоянок. Знак з літерою «Р» та символом автобуса застосовується для критих стоянок з можливістю пересадки на маршрутні транспортні засоби. |
| 5.38.2      |            | Місце для стоянки                                                                               | Застосовується для позначення місць та майданчиків для стоянки транспортних засобів. Знак з літерою «Р» та символом даху застосовується для критих стоянок. Знак з літерою «Р» та символом автобуса застосовується для критих стоянок з можливістю пересадки на маршрутні транспортні засоби. |
| 5.38.3      |            | Місце для стоянки                                                                               | Застосовується для позначення місць та майданчиків для стоянки транспортних засобів. Знак з літерою «Р» та символом даху застосовується для критих стоянок. Знак з літерою «Р» та символом автобуса застосовується для критих стоянок з можливістю пересадки на маршрутні транспортні засоби. |
| 5.39        |            | Зона стоянки                                                                                    | Визначає зону, де дозволена стоянка, за умов, що зазначаються на знакові або додаткових табличках під ним. |
| 5.40        |            | Кінець зони стоянки                                                                             | Позначає кінець зони, де дозволено стоянку. |
| 5.41.1      |            | Пункт зупинки автобуса                                                                          | Знак позначає початок посадкового майданчика автобуса, що рухається за встановленим маршрутом. |
| 5.41.2      |            | Кінець пункту зупинки автобуса                                                                  | Позначає кінець посадкового майданчика автобуса. |
| 5.42.1      |            | Пункт зупинки трамвая                                                                           | Позначає початок посадкового майданчика трамвая. |
| 5.42.2      |            | Кінець пункту зупинки трамвая                                                                   | Позначає кінець посадкового майданчика трамвая. |
| 5.43.1      |            | Пункт зупинки тролейбуса                                                                        | Позначає початок посадкового майданчика тролейбуса. |
| 5.43.2      |            | Кінець пункту зупинки тролейбуса                                                                | Позначає кінець посадкового майданчика тролейбуса. |
| 5.44        |            | Місце зупинки таксі                                                                             | Позначає місце стоянки таксі у населеному пункті. У нижній частині знака може бути нанесено зображення таблички 7.2.1 із зазначенням протяжності зони стоянки таксі. |
| 5.45        |            | Початок населеного пункту                                                                       | Найменування і початок забудови населеного пункту, в якому діють вимоги цих Правил, що визначають порядок руху в населених пунктах. |
| 5.46        |            | Кінець населеного пункту                                                                        | Місце, з якого на даній дорозі втрачають чинність вимоги цих Правил, що визначають порядок руху в населених пунктах. Знаки 5.45 і 5.46 установлюються на фактичній межі забудови, яка прилягає до дороги. |
| 5.47        |            | Початок населеного пункту                                                                       | Найменування і початок населеного пункту, в якому на даній дорозі не діють вимоги цих Правил, що визначають порядок руху в населених пунктах. Для позначення початку населеного пункту, де відсутня забудова, знак 5.47 може встановлюватися на фактичній адміністративній межі населеного пункту. |
| 5.48        |            | Кінець населеного пункту                                                                        | Позначає кінець населеного пункту, позначеного знаком 5.47. |
| 5.49        |            | Загальні обмеження швидкості та строк застосування денних ходових вогнів (ближнього світла фар) | Інформує про загальні обмеження швидкості на території України та строки обов'язкового ввімкнення на механічних транспортних засобах денних ходових вогнів (ближнього світла фар) поза населеними пунктами. |
| 5.50        |            | Можливість використання дороги                                                                  | Інформує про можливість руху гірською дорогою, зокрема у разі переїзду через перевал, назва якого зазначається у верхній частині знака. Таблички 1-3 — змінні. Табличка 1 червоного кольору з написом «Закрито» забороняє рух, зеленого з написом «Відкрито» — дозволяє. Таблички 2 і 3 білого кольору з написами і позначеннями на них — чорного. У разі коли проїзд відкрито, на табличках 2 і 3 вказівки відсутні. У разі коли проїзд закрито, на табличці 3 зазначають населений пункт, до якого дорога відкрита, а на табличці 2 роблять напис «Відкрито до…». |
| 5.51        |            | Попередній покажчик напрямків                                                                   | Напрямок руху до вказаних на знакові населених пунктів та інших об'єктів. На знаках може бути нанесено зображення знаків 3.2, 3.3, 3.4, 3.5, 3.6, 3.7, 3.8, 3.11, 3.12, 3.13, 3.14, 3.15, 3.16, 3.17, 3.18, 3.19, 3.20, 3.29, 3.31, 5.1, 5.3, 5.28.1, 5.28.2, 5.29.1, 5.29.2, 5.29.3, 5.30, 6.1, 6.2, 6.3, 6.4, 6.5, 6.6, 6.7.1, 6.7.2, 6.7.3, 6.8, 6.9, 6.10, 6.11, 6.12, 6.13, 6.14, 6.15, 6.16, 6.17, 6.18, 6.19, 6.20, 6.21, 6.22, 6.23, 6.24, символи аеропорту, спортивні та інші піктограми тощо. У нижній частині знака 5.51 зазначається відстань від місця встановлення знака до перехрестя або початку смуги гальмування. Знак 5.51 використовується також для того, щоб указати на об'їзд ділянок доріг, на яких установлено один із заборонних знаків 3.15, 3.16, 3.17, 3.18, 3.19. |
| 5.51        |            | Попередній покажчик напрямків                                                                   | Напрямок руху до вказаних на знакові населених пунктів та інших об'єктів. На знаках може бути нанесено зображення знаків 3.2, 3.3, 3.4, 3.5, 3.6, 3.7, 3.8, 3.11, 3.12, 3.13, 3.14, 3.15, 3.16, 3.17, 3.18, 3.19, 3.20, 3.29, 3.31, 5.1, 5.3, 5.28.1, 5.28.2, 5.29.1, 5.29.2, 5.29.3, 5.30, 6.1, 6.2, 6.3, 6.4, 6.5, 6.6, 6.7.1, 6.7.2, 6.7.3, 6.8, 6.9, 6.10, 6.11, 6.12, 6.13, 6.14, 6.15, 6.16, 6.17, 6.18, 6.19, 6.20, 6.21, 6.22, 6.23, 6.24, символи аеропорту, спортивні та інші піктограми тощо. У нижній частині знака 5.51 зазначається відстань від місця встановлення знака до перехрестя або початку смуги гальмування. Знак 5.51 використовується також для того, щоб указати на об'їзд ділянок доріг, на яких установлено один із заборонних знаків 3.15, 3.16, 3.17, 3.18, 3.19. |
| 5.51        |            | Попередній покажчик напрямків                                                                   | Напрямок руху до вказаних на знакові населених пунктів та інших об'єктів. На знаках може бути нанесено зображення знаків 3.2, 3.3, 3.4, 3.5, 3.6, 3.7, 3.8, 3.11, 3.12, 3.13, 3.14, 3.15, 3.16, 3.17, 3.18, 3.19, 3.20, 3.29, 3.31, 5.1, 5.3, 5.28.1, 5.28.2, 5.29.1, 5.29.2, 5.29.3, 5.30, 6.1, 6.2, 6.3, 6.4, 6.5, 6.6, 6.7.1, 6.7.2, 6.7.3, 6.8, 6.9, 6.10, 6.11, 6.12, 6.13, 6.14, 6.15, 6.16, 6.17, 6.18, 6.19, 6.20, 6.21, 6.22, 6.23, 6.24, символи аеропорту, спортивні та інші піктограми тощо. У нижній частині знака 5.51 зазначається відстань від місця встановлення знака до перехрестя або початку смуги гальмування. Знак 5.51 використовується також для того, щоб указати на об'їзд ділянок доріг, на яких установлено один із заборонних знаків 3.15, 3.16, 3.17, 3.18, 3.19. |
| 5.51        |            | Попередній покажчик напрямків                                                                   | Напрямок руху до вказаних на знакові населених пунктів та інших об'єктів. На знаках може бути нанесено зображення знаків 3.2, 3.3, 3.4, 3.5, 3.6, 3.7, 3.8, 3.11, 3.12, 3.13, 3.14, 3.15, 3.16, 3.17, 3.18, 3.19, 3.20, 3.29, 3.31, 5.1, 5.3, 5.28.1, 5.28.2, 5.29.1, 5.29.2, 5.29.3, 5.30, 6.1, 6.2, 6.3, 6.4, 6.5, 6.6, 6.7.1, 6.7.2, 6.7.3, 6.8, 6.9, 6.10, 6.11, 6.12, 6.13, 6.14, 6.15, 6.16, 6.17, 6.18, 6.19, 6.20, 6.21, 6.22, 6.23, 6.24, символи аеропорту, спортивні та інші піктограми тощо. У нижній частині знака 5.51 зазначається відстань від місця встановлення знака до перехрестя або початку смуги гальмування. Знак 5.51 використовується також для того, щоб указати на об'їзд ділянок доріг, на яких установлено один із заборонних знаків 3.15, 3.16, 3.17, 3.18, 3.19. |
| 5.52        |            | Попередній покажчик напрямку                                                                    | Застосовується для зазначення об'єктів, що розташовані в одному напрямку. |
| 5.53        |            | Покажчик напрямку                                                                               | Застосовуються для зазначення відповідно одного чи кількох напрямків руху до населених пунктів або інших об'єктів. |
| 5.53        |            | Покажчик напрямку                                                                               | Застосовуються для зазначення відповідно одного чи кількох напрямків руху до населених пунктів або інших об'єктів. |
| 5.54        |            | Покажчик напрямків                                                                              | Інформує про напрямки руху до зазначених на ньому пунктів. На знаках 5.53.1, 5.53.2 і 5.54 може бути зазначено відстані до позначених на них об'єктів (км), нанесено зображення знаків 3.2, 3.3, 3.4, 3.5, 3.6, 3.7, 3.8, 3.11, 3.12, 3.13, 3.14, 3.15, 3.16, 3.17, 3.18, 3.19, 3.20, 3.29, 3.31, 5.1, 5.3, 5.28.1, 5.28.2, 5.29.1, 5.29.2, 5.29.3, 5.30, 5.61.1, 6.1, 6.2, 6.3, 6.4, 6.5, 6.6, 6.7.1, 6.7.2, 6.7.3, 6.8, 6.9, 6.10, 6.11, 6.12, 6.13, 6.14, 6.15, 6.16, 6.17, 6.18, 6.19, 6.20, 6.21, 6.22, 6.23, 6.24, символи аеропорту, спортивні та інші піктограми. |
| 5.54        |            | Покажчик напрямків                                                                              | Інформує про напрямки руху до зазначених на ньому пунктів. На знаках 5.53.1, 5.53.2 і 5.54 може бути зазначено відстані до позначених на них об'єктів (км), нанесено зображення знаків 3.2, 3.3, 3.4, 3.5, 3.6, 3.7, 3.8, 3.11, 3.12, 3.13, 3.14, 3.15, 3.16, 3.17, 3.18, 3.19, 3.20, 3.29, 3.31, 5.1, 5.3, 5.28.1, 5.28.2, 5.29.1, 5.29.2, 5.29.3, 5.30, 5.61.1, 6.1, 6.2, 6.3, 6.4, 6.5, 6.6, 6.7.1, 6.7.2, 6.7.3, 6.8, 6.9, 6.10, 6.11, 6.12, 6.13, 6.14, 6.15, 6.16, 6.17, 6.18, 6.19, 6.20, 6.21, 6.22, 6.23, 6.24, символи аеропорту, спортивні та інші піктограми. |
| 5.55        |            | Схема руху                                                                                      | Позначає маршрут руху, якщо на перехресті рух в окремих напрямках заборонено, або позначає дозволені напрямки руху на перехресті із складним плануванням. |
| 5.56        |            | Схема об'їзду                                                                                   | Маршрут об'їзду ділянки дороги, яка тимчасово закрита для руху. |
| 5.57.1      |            | Напрямок об'їзду                                                                                | Напрямок об'їзду ділянки дороги, яка тимчасово закрита для руху. |
| 5.57.2      |            | Напрямок об'їзду                                                                                | Напрямок об'їзду ділянки дороги, яка тимчасово закрита для руху. |
| 5.57.3      |            | Напрямок об'їзду                                                                                | Напрямок об'їзду ділянки дороги, яка тимчасово закрита для руху. |
| 5.58.1      |            | Назва об'єкта                                                                                   | Назва об'єкта іншого, ніж населений пункт (вулиця, річка, озеро, перевал, визначне місце, межа адміністративного району тощо). Знаки 5.58.1 і 5.58.2 встановлюють безпосередньо перед об'єктом. Знак 5.58.1 позначає об'єкти в населених пунктах, знак 5.58.2 — на всіх інших дорогах та дорогах, що проходять через населені пункти, позначені знаком 5.51. |
| 5.58.2      |            | Назва об'єкта                                                                                   | Назва об'єкта іншого, ніж населений пункт (вулиця, річка, озеро, перевал, визначне місце, межа адміністративного району тощо). Знаки 5.58.1 і 5.58.2 встановлюють безпосередньо перед об'єктом. Знак 5.58.1 позначає об'єкти в населених пунктах, знак 5.58.2 — на всіх інших дорогах та дорогах, що проходять через населені пункти, позначені знаком 5.51. |
| 5.59        |            | Покажчик відстаней (підтвердження маршруту)                                                     | Зазначає відстані (км) та підтверджує напрямки до населених пунктів, розташованих на маршруті. |
| 5.60        |            | Кілометровий знак                                                                               | Відстань від початку дороги (населеного пункту, державного кордону, місця прилягання до іншої дороги або від іншого об'єкта згідно з паспортом дороги) до місця встановлення знака. |
| 5.61.1      |            | Номер маршруту                                                                                  | Зазначає номери маршруту (дороги), а також їх напрямки, затверджені у встановленому порядку. |
| 5.61.1      |            | Номер маршруту                                                                                  | Зазначає номери маршруту (дороги), а також їх напрямки, затверджені у встановленому порядку. |
| 5.61.2      |            | Номер маршруту                                                                                  | Зазначає номери маршруту (дороги), а також їх напрямки, затверджені у встановленому порядку. |
| 5.61.3      |            | Номер маршруту                                                                                  | Зазначає номери маршруту (дороги), а також їх напрямки, затверджені у встановленому порядку. |
| 5.62        |            | Місце зупинки                                                                                   | Місце зупинки транспортних засобів під час заборонного сигналу світлофора (регулювальника) чи перед залізничними переїздами, рух через які регулюється світлофорами. |
| 5.63.1      |            | Початок забудови населеного пункту                                                              | Застосовується виключно в межах населених пунктів, початок яких позначено знаком 5.51, для позначення межі, де починається забудова безпосередньо поблизу проїзної частини (за умови наявності такої забудови). Означає обмеження максимальної дозволеної швидкості до 50 км/год. |
| 5.63.2      |            | Кінець забудови населеного пункту                                                               | Застосовується в населених пунктах, позначених знаком 5.51, для виділення межі закінчення забудови населеного пункту, розташованої безпосередньо поблизу проїзної частини (за умови подальшої відсутності такої забудови). |
| 5.64        |            | Зміна схеми руху                                                                                | Позначає, що за цим знаком тимчасово або постійно змінено схему руху та (або) встановлено нові дорожні знаки. Застосовується протягом не менш як трьох місяців у разі зміни руху на постійній основі, а також протягом необхідного проміжку часу у разі зміни руху на тимчасовій основі та встановлюється не менш як за 100 м до першого тимчасового знака. |
| 5.65        |            | Аеропорт                                                                                        | |
| 5.66        |            | Залізничний вокзал чи пункт зупинки поїздів                                                     | |
| 5.67        |            | Автовокзал чи автостанція                                                                       | |
| 5.68        |            | Культова споруда                                                                                | Скасовано у стандарті ДСТУ 4100:2021. |
| 5.69        |            | Промислова зона                                                                                 | Скасовано у стандарті ДСТУ 4100:2021. |
| 5.70        |            | Фото-, відеофіксування порушень Правил дорожнього руху                                          | Позначає ділянки доріг, де можливе здійснення контролю за порушенням Правил дорожнього руху за допомогою спеціальних технічних та/або електронних засобів. |

Дорожній знак «Морський (річковий) порт або вокзал»

Знаки 5.17.1 і 5.17.2 з відповідною кількістю стрілок використовуються на дорогах, що мають три смуги і більше, коли в кожному напрямку налічується неоднакова кількість смуг руху.
За допомогою знаків 5.17.1 і 5.17.2 із змінним зображенням організовується реверсивний рух.
Знаки 5.16 і 5.18, що дозволяють поворот ліворуч з крайньої лівої смуги, дозволяють і розворот з цієї смуги.
Дія знаків 5.16 і 5.18, встановлених перед перехрестям, поширюється на все перехрестя, якщо наступні знаки 5.16 і 5.18, установлені на ньому, не дають інших вказівок.
Дія знаків 5.31, 5.33 і 5.39 поширюється на всю позначену ними територію.
Окремі дворові території знаками 5.31 і 5.32 не позначаються, але на таких територіях діють вимоги розділу 26 цих Правил.
Знаки 5.51, 5.52, 5.53, 5.54, що встановлені поза населеним пунктом, мають зелений або синій фон, якщо вони встановлені відповідно на автомагістралі чи іншій дорозі. Вставка на синьому або зеленому фоні означає, що рух до зазначеного населеного пункту або об'єкта здійснюється відповідно по дорозі іншій, ніж автомагістраль, чи по автомагістралі. Знаки 5.51, 5.52, 5.53, 5.54, які встановлені в населеному пункті, повинні мати білий фон. Вставки на синьому або зеленому фоні означають, що рух до зазначеного населеного пункту або об'єкта здійснюється відповідно по дорозі іншій, ніж автомагістраль, чи по автомагістралі. Знак 5.53 на коричневому фоні інформує про напрямок руху до визначних місць.
На вставках знаків 5.53, 5.54 можуть зазначатися номери доріг (маршрутів), що мають такі значення:
- Е — Європейська мережа доріг (букви та цифри білого кольору на зеленому фоні);
- М — міжнародні, Н — національні (букви та цифри білого кольору на червоному фоні);
- Р — регіональні, Т — територіальні (букви чорного кольору на жовтому фоні);
- О — обласні, С — районні (букви білого кольору на синьому фоні).

Також спочатку у стандарті ДСТУ 4100:2014 був дорожній знак 5.71 «Морський (річковий) порт або вокзал», але був виключений, і через якийсь час цей знак повернуто в ДСТУ 4100:2021, але вже під номером 5.77. Цей знак був відсутній у Правилах дорожнього руху України до 2021 року.
9 листопада 2016 року Кабінет Міністрів України запровадив нові дорожні знаки «Початок прикордонної смуги», «Кінець прикордонної смуги», «Початок контрольованого прикордонного району» та «Кінець контрольованого прикордонного району». Відповідно до постанови КМУ №790 від 09.11.2016 ці знаки були введені до Правил дорожнього руху України, проте вони відсутні у ДСТУ 4100-2014. У ДСТУ 4100:2021 ці знаки остаточно з'явились у новому стандарті дорожніх знаків України.
| Номер знака | Зображення | Назва знака                                  | Опис |
| ----------- | ---------- | -------------------------------------------- | --- |
| 5.71        |            | Початок прикордонної смуги                   | В’їзд на територію, де діють особливі умови дорожнього руху, передбачені пунктом 2.4-3 цих Правил. Знак встановлюють на фактичній межі території селищної, сільської ради, прилеглої до державного кордону або до берегів прикордонних річок, озер та інших водойм. Відповідно до ДСТУ 4100:2021 цей знак зараз має номер 5.84.               |
| 5.72        |            | Кінець прикордонної смуги                    | Виїзд з території, де діють особливі умови дорожнього руху, передбачені пунктом 2.4-3 цих Правил. Знак встановлюють на фактичній межі території селищної, сільської ради, прилеглої до державного кордону або до берегів прикордонних річок, озер та інших водойм. Відповідно до ДСТУ 4100:2021 цей знак зараз має номер 5.85.                |
| 5.73        |            | Початок контрольованого прикордонного району | В’їзд на територію, де діють особливі умови дорожнього руху, передбачені пунктом 2.4-3 цих Правил. Знак установлюють на фактичній межі території району, міста, прилеглої, як правило, до державного кордону або до узбережжя моря, що охороняються органами Держприкордонслужби. Відповідно до ДСТУ 4100:2021 цей знак зараз має номер 5.86. |
| 5.74        |            | Кінець контрольованого прикордонного району  | Виїзд з території, де діють особливі умови дорожнього руху, передбачені пунктом 2.4-3 цих Правил. Знак установлюють на фактичній межі території району, міста, прилеглої, як правило, до державного кордону або до узбережжя моря, що охороняються органами Держприкордонслужби. Відповідно до ДСТУ 4100:2021 цей знак зараз має номер 5.87.  |

## Знаки сервісу
Знаки сервісу позначають шлях до дорожніх служб, які можуть знадобитися водію. Вони можуть включати стрілки, відстані чи назви служб.
| Номер знака | Зображення | Назва знака                                                         | Опис |
| ----------- | ---------- | ------------------------------------------------------------------- | --- |
| 6.1         |            | Пункт першої медичної допомоги                                      | Інформує учасників дорожнього руху про розташування пункту першої медичної допомоги. Відповідно до стандарту ДСТУ 4100:2021 зображення цього знаку модифіковано і тепер на знаку використовується червоний хрест замість білого хреста у зеленому квадраті. |
| 6.2         |            | Лікарня                                                             | Інформує учасників дорожнього руху про розташування лікарні. Відповідно до стандарту ДСТУ 4100:2021 зображення цього знаку модифіковано і тепер на знаку використовується червоний хрест замість білого хреста у зеленому квадраті.                         |
| 6.3         |            | Телефон для виклику аварійної служби                                | Інформує учасників дорожнього руху про розташування телефону для виклику аварійної служби. |
| 6.4         |            | Вогнегасник                                                         | Інформує учасників дорожнього руху про розташування вогнегасника. |
| 6.5         |            | Пункт технічного обслуговування                                     | Інформує учасників дорожнього руху про розташування пункту технічного обслуговування. |
| 6.6         |            | Пункт миття автомобілів                                             | Інформує учасників дорожнього руху про розташування пункту миття автомобілів. |
| 6.7.1       |            | Автозаправні станції                                                | Інформує учасників дорожнього руху про розташування автозаправної станції. Колір символів, зображених на знаках, відповідає таким видам палива на автозаправній станції: чорний — бензин та дизельне паливо; блакитний — газ.                               |
| 6.7.2       |            | Автозаправні станції                                                | Інформує учасників дорожнього руху про розташування автозаправної станції. Колір символів, зображених на знаках, відповідає таким видам палива на автозаправній станції: чорний — бензин та дизельне паливо; блакитний — газ.                               |
| 6.7.3       |            | Автозаправні станції                                                | Інформує учасників дорожнього руху про розташування автозаправної станції. Колір символів, зображених на знаках, відповідає таким видам палива на автозаправній станції: чорний — бензин та дизельне паливо; блакитний — газ.                               |
| 6.8         |            | Телефон                                                             | Інформує учасників дорожнього руху про розташування телефону. |
| 6.9         |            | Пункт довідкової служби                                             | Інформує учасників дорожнього руху про розташування пункту довідкової служби. |
| 6.10        |            | Пост ДАІ                                                            | Інформує учасників дорожнього руху про розташування поста ДАІ. Відповідно до стандарту ДСТУ 4100:2021 цей знак було замінено на новий під назвою «Дорожні станції патрульної поліції» і з тим самим номером.                                                |
| 6.11        |            | Туалет                                                              | Інформує учасників дорожнього руху про розташування туалету. |
| 6.12        |            | Питна вода                                                          | Інформує учасників дорожнього руху про розташування джерела питної води. |
| 6.13        |            | Ресторан або їдальня                                                | Інформує учасників дорожнього руху про розташування ресторану або їдальні. |
| 6.14        |            | Кафе                                                                | Інформує учасників дорожнього руху про розташування кафе. |
| 6.15        |            | Місце відпочинку                                                    | Інформує учасників дорожнього руху про розташування місця відпочинку. |
| 6.16        |            | Готель або мотель                                                   | Інформує учасників дорожнього руху про розташування готелю або мотелю. |
| 6.17        |            | Туристична база                                                     | Інформує учасників дорожнього руху про розташування туристичної бази. |
| 6.18        |            | Кемпінг                                                             | Інформує учасників дорожнього руху про розташування кемпінгу. |
| 6.19        |            | Місце стоянки причепів у кемпінгу                                   | Інформує учасників дорожнього руху про розташування місця стоянки причепів у кемпінгу. |
| 6.20        |            | Ділянка для табору автотуристів і місце стоянки причепів у кемпінгу | Інформує учасників дорожнього руху про розташування ділянки для табору автотуристів і місця стоянки причепів у кемпінгу. |
| 6.21        |            | Будинки для відпочинку                                              | Інформує учасників дорожнього руху про розташування будинків для відпочинку. Скасовано у стандарті ДСТУ 4100:2021. |
| 6.22        |            | Початок пішохідного маршруту                                        | Інформує учасників дорожнього руху про розташування початку пішохідного маршруту. Скасовано у стандарті ДСТУ 4100:2021. |
| 6.23        |            | Пляж або басейн                                                     | Інформує учасників дорожнього руху про розташування пляжу або басейну. |
| 6.24        |            | Визначні місця                                                      | Інформує учасників дорожнього руху про розташування визначних місць. |
| 6.25        |            | Шиномонтаж                                                          | Інформує учасників дорожнього руху про розташування шиномонтажу. |

## Таблички до дорожніх знаків
Таблички до дорожніх знаків надають додаткову інформацію про знак над ними.
| Номер знака | Зображення | Назва знака                                        | Опис |
| ----------- | ---------- | -------------------------------------------------- | --- |
| 7.1.1       |            | Відстань до об'єкта                                | Позначають відстань від знака до початку небезпечної ділянки, місця запровадження відповідного обмеження або до певного об'єкта (місця), розташованого попереду за ходом руху. Табличку 7.1.1 застосовують з попереджувальними знаками, а також з іншими попередньо встановленими знаками, за винятком знаків 5.16, 5.18, 5.20.1, 5.20.2, 5.31.1, 5.31.2, 5.31.3, 5.63 і знаків сервісу. Табличка 7.1.2 застосовується із знаком 2.1, а також із знаком 2.2. Таблички 7.1.3 і 7.1.4 застосовуються з попереджувальними знаками в місцях повороту в бік небезпечних ділянок дороги, а також із знаками 5.1, 5.3, 5.42.1, 5.42.2 у місцях повороту до зазначених об'єктів. На табличках 7.1.3 і 7.1.4 зазначають відстань від краю проїзної частини, з якої здійснюється поворот, до об'єкта, розташованого біля дороги. |
| 7.1.2       |            | Відстань до об'єкта                                | Позначають відстань від знака до початку небезпечної ділянки, місця запровадження відповідного обмеження або до певного об'єкта (місця), розташованого попереду за ходом руху. Табличку 7.1.1 застосовують з попереджувальними знаками, а також з іншими попередньо встановленими знаками, за винятком знаків 5.16, 5.18, 5.20.1, 5.20.2, 5.31.1, 5.31.2, 5.31.3, 5.63 і знаків сервісу. Табличка 7.1.2 застосовується із знаком 2.1, а також із знаком 2.2. Таблички 7.1.3 і 7.1.4 застосовуються з попереджувальними знаками в місцях повороту в бік небезпечних ділянок дороги, а також із знаками 5.1, 5.3, 5.42.1, 5.42.2 у місцях повороту до зазначених об'єктів. На табличках 7.1.3 і 7.1.4 зазначають відстань від краю проїзної частини, з якої здійснюється поворот, до об'єкта, розташованого біля дороги. |
| 7.1.3       |            | Відстань до об'єкта                                | Позначають відстань від знака до початку небезпечної ділянки, місця запровадження відповідного обмеження або до певного об'єкта (місця), розташованого попереду за ходом руху. Табличку 7.1.1 застосовують з попереджувальними знаками, а також з іншими попередньо встановленими знаками, за винятком знаків 5.16, 5.18, 5.20.1, 5.20.2, 5.31.1, 5.31.2, 5.31.3, 5.63 і знаків сервісу. Табличка 7.1.2 застосовується із знаком 2.1, а також із знаком 2.2. Таблички 7.1.3 і 7.1.4 застосовуються з попереджувальними знаками в місцях повороту в бік небезпечних ділянок дороги, а також із знаками 5.1, 5.3, 5.42.1, 5.42.2 у місцях повороту до зазначених об'єктів. На табличках 7.1.3 і 7.1.4 зазначають відстань від краю проїзної частини, з якої здійснюється поворот, до об'єкта, розташованого біля дороги. |
| 7.1.4       |            | Відстань до об'єкта                                | Позначають відстань від знака до початку небезпечної ділянки, місця запровадження відповідного обмеження або до певного об'єкта (місця), розташованого попереду за ходом руху. Табличку 7.1.1 застосовують з попереджувальними знаками, а також з іншими попередньо встановленими знаками, за винятком знаків 5.16, 5.18, 5.20.1, 5.20.2, 5.31.1, 5.31.2, 5.31.3, 5.63 і знаків сервісу. Табличка 7.1.2 застосовується із знаком 2.1, а також із знаком 2.2. Таблички 7.1.3 і 7.1.4 застосовуються з попереджувальними знаками в місцях повороту в бік небезпечних ділянок дороги, а також із знаками 5.1, 5.3, 5.42.1, 5.42.2 у місцях повороту до зазначених об'єктів. На табличках 7.1.3 і 7.1.4 зазначають відстань від краю проїзної частини, з якої здійснюється поворот, до об'єкта, розташованого біля дороги. |
| 7.2.1       |            | Зона дії                                           | Табличкою 7.2.1 позначають протяжність небезпечної ділянки, позначеної попереджувальними знаками, або зони дії заборонних та інформаційно-вказівних знаків. Табличку 7.2.1 застосовують: - із попереджувальними знаками 1.3.1, 1.3.2, 1.6, 1.7, 1.9, 1.10, 1.11, 1.12, 1.13, 1.14, 1.15, 1.16, 1.17, 1.18, 1.33, 1.36, 1.37, 1.39 і 1.41 для зазначення протяжності небезпечної ділянки; - із заборонними знаками 3.20, 3.25, 3.27 і 3.33 для зазначення зони дії знаків; - з інформаційно-вказівним знаком 5.33, крім випадку, коли його застосовано з попереджувальним знаком, якщо дія знаків не поширюється до найближчого перехрестя. |
| 7.2.2       |            | Зона дії                                           | Таблички 7.2.2, 7.2.3, 7.2.4, 7.2.5, 7.2.6, 7.2.7 застосовуються із знаками 3.34, 3.35, 3.36, 3.37, а також знаками 5.45.1, 5.46.1, 5.47.1 (тільки табличка 7.2.2): - 7.2.2 позначає зону дії знака, якщо вона не поширюється до найближчого перехрестя, а також для зазначення протяжності одного або кількох розміщених один за одним зупинкових майданчиків, позначених знаками 5.45.1, 5.46.1 і 5.47.1, без позначення кінця посадкового майданчика знаками 5.45.2, 5.46.2 і 5.47.2; - 7.2.3 зазначає кінець зони дії знака; - 7.2.4 інформує про перебування у зоні дії знаків 3.34, 3.35, 3.36, 3.37; - 7.2.5, 7.2.6, 7.2.7 зазначає зону дії знака праворуч, ліворуч або праворуч і ліворуч від нього, якщо зупинку або стоянку заборонено вздовж одного боку або з обох боків площі, фасаду будинку тощо.      |
| 7.2.3       |            | Зона дії                                           | Таблички 7.2.2, 7.2.3, 7.2.4, 7.2.5, 7.2.6, 7.2.7 застосовуються із знаками 3.34, 3.35, 3.36, 3.37, а також знаками 5.45.1, 5.46.1, 5.47.1 (тільки табличка 7.2.2): - 7.2.2 позначає зону дії знака, якщо вона не поширюється до найближчого перехрестя, а також для зазначення протяжності одного або кількох розміщених один за одним зупинкових майданчиків, позначених знаками 5.45.1, 5.46.1 і 5.47.1, без позначення кінця посадкового майданчика знаками 5.45.2, 5.46.2 і 5.47.2; - 7.2.3 зазначає кінець зони дії знака; - 7.2.4 інформує про перебування у зоні дії знаків 3.34, 3.35, 3.36, 3.37; - 7.2.5, 7.2.6, 7.2.7 зазначає зону дії знака праворуч, ліворуч або праворуч і ліворуч від нього, якщо зупинку або стоянку заборонено вздовж одного боку або з обох боків площі, фасаду будинку тощо.      |
| 7.2.4       |            | Зона дії                                           | Таблички 7.2.2, 7.2.3, 7.2.4, 7.2.5, 7.2.6, 7.2.7 застосовуються із знаками 3.34, 3.35, 3.36, 3.37, а також знаками 5.45.1, 5.46.1, 5.47.1 (тільки табличка 7.2.2): - 7.2.2 позначає зону дії знака, якщо вона не поширюється до найближчого перехрестя, а також для зазначення протяжності одного або кількох розміщених один за одним зупинкових майданчиків, позначених знаками 5.45.1, 5.46.1 і 5.47.1, без позначення кінця посадкового майданчика знаками 5.45.2, 5.46.2 і 5.47.2; - 7.2.3 зазначає кінець зони дії знака; - 7.2.4 інформує про перебування у зоні дії знаків 3.34, 3.35, 3.36, 3.37; - 7.2.5, 7.2.6, 7.2.7 зазначає зону дії знака праворуч, ліворуч або праворуч і ліворуч від нього, якщо зупинку або стоянку заборонено вздовж одного боку або з обох боків площі, фасаду будинку тощо.      |
| 7.2.5       |            | Зона дії                                           | Таблички 7.2.2, 7.2.3, 7.2.4, 7.2.5, 7.2.6, 7.2.7 застосовуються із знаками 3.34, 3.35, 3.36, 3.37, а також знаками 5.45.1, 5.46.1, 5.47.1 (тільки табличка 7.2.2): - 7.2.2 позначає зону дії знака, якщо вона не поширюється до найближчого перехрестя, а також для зазначення протяжності одного або кількох розміщених один за одним зупинкових майданчиків, позначених знаками 5.45.1, 5.46.1 і 5.47.1, без позначення кінця посадкового майданчика знаками 5.45.2, 5.46.2 і 5.47.2; - 7.2.3 зазначає кінець зони дії знака; - 7.2.4 інформує про перебування у зоні дії знаків 3.34, 3.35, 3.36, 3.37; - 7.2.5, 7.2.6, 7.2.7 зазначає зону дії знака праворуч, ліворуч або праворуч і ліворуч від нього, якщо зупинку або стоянку заборонено вздовж одного боку або з обох боків площі, фасаду будинку тощо.      |
| 7.2.6       |            | Зона дії                                           | Таблички 7.2.2, 7.2.3, 7.2.4, 7.2.5, 7.2.6, 7.2.7 застосовуються із знаками 3.34, 3.35, 3.36, 3.37, а також знаками 5.45.1, 5.46.1, 5.47.1 (тільки табличка 7.2.2): - 7.2.2 позначає зону дії знака, якщо вона не поширюється до найближчого перехрестя, а також для зазначення протяжності одного або кількох розміщених один за одним зупинкових майданчиків, позначених знаками 5.45.1, 5.46.1 і 5.47.1, без позначення кінця посадкового майданчика знаками 5.45.2, 5.46.2 і 5.47.2; - 7.2.3 зазначає кінець зони дії знака; - 7.2.4 інформує про перебування у зоні дії знаків 3.34, 3.35, 3.36, 3.37; - 7.2.5, 7.2.6, 7.2.7 зазначає зону дії знака праворуч, ліворуч або праворуч і ліворуч від нього, якщо зупинку або стоянку заборонено вздовж одного боку або з обох боків площі, фасаду будинку тощо.      |
| 7.3.1       |            | Напрямок дії                                       | Застосовуються із знаками 3.1, 3.2, 3.3, 3.4, 3.5, 3.6, 3.7, 3.8, 3.11, 3.12, 3.13, 3.14, 4.11, 4.12, 4.16, 4.17, 4.18, 4.19, 5.3, 5.34, 5.36 і 5.91 для зазначення напрямку дії знаків, розташованих безпосередньо перед перехрестям, або напрямки руху до позначених об'єктів, що розташовані безпосередньо біля дороги. Таблички 7.3.1 і 7.3.2 із знаками 5.42.1, 5.42.2, 5.42.3 зазначають розташування майданчиків для стоянки відносно дороги, а із знаками 1.5.1, 1.5.2, 1.5.3 і 1.37 інформують про ділянки виконання дорожніх робіт. |
| 7.3.2       |            | Напрямок дії                                       | Застосовуються із знаками 3.1, 3.2, 3.3, 3.4, 3.5, 3.6, 3.7, 3.8, 3.11, 3.12, 3.13, 3.14, 4.11, 4.12, 4.16, 4.17, 4.18, 4.19, 5.3, 5.34, 5.36 і 5.91 для зазначення напрямку дії знаків, розташованих безпосередньо перед перехрестям, або напрямки руху до позначених об'єктів, що розташовані безпосередньо біля дороги. Таблички 7.3.1 і 7.3.2 із знаками 5.42.1, 5.42.2, 5.42.3 зазначають розташування майданчиків для стоянки відносно дороги, а із знаками 1.5.1, 1.5.2, 1.5.3 і 1.37 інформують про ділянки виконання дорожніх робіт. |
| 7.3.3       |            | Напрямок дії                                       | Застосовуються із знаками 3.1, 3.2, 3.3, 3.4, 3.5, 3.6, 3.7, 3.8, 3.11, 3.12, 3.13, 3.14, 4.11, 4.12, 4.16, 4.17, 4.18, 4.19, 5.3, 5.34, 5.36 і 5.91 для зазначення напрямку дії знаків, розташованих безпосередньо перед перехрестям, або напрямки руху до позначених об'єктів, що розташовані безпосередньо біля дороги. Таблички 7.3.1 і 7.3.2 із знаками 5.42.1, 5.42.2, 5.42.3 зазначають розташування майданчиків для стоянки відносно дороги, а із знаками 1.5.1, 1.5.2, 1.5.3 і 1.37 інформують про ділянки виконання дорожніх робіт. |
| 7.4.1       |            | Час дії                                            | Табличка 7.4.1 — суботні, недільні та святкові дні, 7.4.2 — робочі дні, 7.4.3 — дні тижня, 7.4.4, 7.4.5, 7.4.6, 7.4.7 — дні тижня і час доби, протягом яких діє знак. |
| 7.4.2       |            | Час дії                                            | Табличка 7.4.1 — суботні, недільні та святкові дні, 7.4.2 — робочі дні, 7.4.3 — дні тижня, 7.4.4, 7.4.5, 7.4.6, 7.4.7 — дні тижня і час доби, протягом яких діє знак. |
| 7.4.3       |            | Час дії                                            | Табличка 7.4.1 — суботні, недільні та святкові дні, 7.4.2 — робочі дні, 7.4.3 — дні тижня, 7.4.4, 7.4.5, 7.4.6, 7.4.7 — дні тижня і час доби, протягом яких діє знак. |
| 7.4.4       |            | Час дії                                            | Табличка 7.4.1 — суботні, недільні та святкові дні, 7.4.2 — робочі дні, 7.4.3 — дні тижня, 7.4.4, 7.4.5, 7.4.6, 7.4.7 — дні тижня і час доби, протягом яких діє знак. |
| 7.4.5       |            | Час дії                                            | Табличка 7.4.1 — суботні, недільні та святкові дні, 7.4.2 — робочі дні, 7.4.3 — дні тижня, 7.4.4, 7.4.5, 7.4.6, 7.4.7 — дні тижня і час доби, протягом яких діє знак. |
| 7.4.6       |            | Час дії                                            | Табличка 7.4.1 — суботні, недільні та святкові дні, 7.4.2 — робочі дні, 7.4.3 — дні тижня, 7.4.4, 7.4.5, 7.4.6, 7.4.7 — дні тижня і час доби, протягом яких діє знак. |
| 7.4.7       |            | Час дії                                            | Табличка 7.4.1 — суботні, недільні та святкові дні, 7.4.2 — робочі дні, 7.4.3 — дні тижня, 7.4.4, 7.4.5, 7.4.6, 7.4.7 — дні тижня і час доби, протягом яких діє знак. |
| 7.5.1       |            | Вид транспортного засобу                           | Показують вид транспортного засобу, на який поширюється дія знака. Табличка 7.5.1 поширює дію знака на вантажні автомобілі (у тому числі з причепом) з дозволеною максимальною масою понад 3,5 т, 7.5.3 — на легкові автомобілі, а також вантажні автомобілі з дозволеною максимальною масою до 3,5 т, 7.5.8 — на транспортні засоби з розпізнавальним знаком «Табличка оранжевого кольору», що перевозять небезпечні вантажі. Відповідно до стандарту ДСТУ 4100:2021 зображення знаку 7.5.8 змінено. |
| 7.5.2       |            | Вид транспортного засобу                           | Показують вид транспортного засобу, на який поширюється дія знака. Табличка 7.5.1 поширює дію знака на вантажні автомобілі (у тому числі з причепом) з дозволеною максимальною масою понад 3,5 т, 7.5.3 — на легкові автомобілі, а також вантажні автомобілі з дозволеною максимальною масою до 3,5 т, 7.5.8 — на транспортні засоби з розпізнавальним знаком «Табличка оранжевого кольору», що перевозять небезпечні вантажі. Відповідно до стандарту ДСТУ 4100:2021 зображення знаку 7.5.8 змінено. |
| 7.5.3       |            | Вид транспортного засобу                           | Показують вид транспортного засобу, на який поширюється дія знака. Табличка 7.5.1 поширює дію знака на вантажні автомобілі (у тому числі з причепом) з дозволеною максимальною масою понад 3,5 т, 7.5.3 — на легкові автомобілі, а також вантажні автомобілі з дозволеною максимальною масою до 3,5 т, 7.5.8 — на транспортні засоби з розпізнавальним знаком «Табличка оранжевого кольору», що перевозять небезпечні вантажі. Відповідно до стандарту ДСТУ 4100:2021 зображення знаку 7.5.8 змінено. |
| 7.5.4       |            | Вид транспортного засобу                           | Показують вид транспортного засобу, на який поширюється дія знака. Табличка 7.5.1 поширює дію знака на вантажні автомобілі (у тому числі з причепом) з дозволеною максимальною масою понад 3,5 т, 7.5.3 — на легкові автомобілі, а також вантажні автомобілі з дозволеною максимальною масою до 3,5 т, 7.5.8 — на транспортні засоби з розпізнавальним знаком «Табличка оранжевого кольору», що перевозять небезпечні вантажі. Відповідно до стандарту ДСТУ 4100:2021 зображення знаку 7.5.8 змінено. |
| 7.5.5       |            | Вид транспортного засобу                           | Показують вид транспортного засобу, на який поширюється дія знака. Табличка 7.5.1 поширює дію знака на вантажні автомобілі (у тому числі з причепом) з дозволеною максимальною масою понад 3,5 т, 7.5.3 — на легкові автомобілі, а також вантажні автомобілі з дозволеною максимальною масою до 3,5 т, 7.5.8 — на транспортні засоби з розпізнавальним знаком «Табличка оранжевого кольору», що перевозять небезпечні вантажі. Відповідно до стандарту ДСТУ 4100:2021 зображення знаку 7.5.8 змінено. |
| 7.5.6       |            | Вид транспортного засобу                           | Показують вид транспортного засобу, на який поширюється дія знака. Табличка 7.5.1 поширює дію знака на вантажні автомобілі (у тому числі з причепом) з дозволеною максимальною масою понад 3,5 т, 7.5.3 — на легкові автомобілі, а також вантажні автомобілі з дозволеною максимальною масою до 3,5 т, 7.5.8 — на транспортні засоби з розпізнавальним знаком «Табличка оранжевого кольору», що перевозять небезпечні вантажі. Відповідно до стандарту ДСТУ 4100:2021 зображення знаку 7.5.8 змінено. |
| 7.5.7       |            | Вид транспортного засобу                           | Показують вид транспортного засобу, на який поширюється дія знака. Табличка 7.5.1 поширює дію знака на вантажні автомобілі (у тому числі з причепом) з дозволеною максимальною масою понад 3,5 т, 7.5.3 — на легкові автомобілі, а також вантажні автомобілі з дозволеною максимальною масою до 3,5 т, 7.5.8 — на транспортні засоби з розпізнавальним знаком «Табличка оранжевого кольору», що перевозять небезпечні вантажі. Відповідно до стандарту ДСТУ 4100:2021 зображення знаку 7.5.8 змінено. |
| 7.5.8       |            | Вид транспортного засобу                           | Показують вид транспортного засобу, на який поширюється дія знака. Табличка 7.5.1 поширює дію знака на вантажні автомобілі (у тому числі з причепом) з дозволеною максимальною масою понад 3,5 т, 7.5.3 — на легкові автомобілі, а також вантажні автомобілі з дозволеною максимальною масою до 3,5 т, 7.5.8 — на транспортні засоби з розпізнавальним знаком «Табличка оранжевого кольору», що перевозять небезпечні вантажі. Відповідно до стандарту ДСТУ 4100:2021 зображення знаку 7.5.8 змінено. |
| 7.6.1       |            | Спосіб поставлення транспортного засобу на стоянку | Застосовуються із знаком 5.43 для позначення способу поставлення транспортного засобу на стоянці біля тротуару або з його використанням. Табличка 7.6.7 зазначає спосіб паркування під кутом 30°, 45° чи 60°. Табличка 7.6.1 позначає, що всі транспортні засоби повинні бути поставлені на стоянку на проїзній частині вздовж тротуару, а таблички 7.6.2, 7.6.3, 7.6.4, 7.6.5, 7.6.6 — спосіб поставлення легкових автомобілів і мотоциклів на стоянці біля тротуару та з його використанням. У населених пунктах, де стоянку дозволено з лівого боку вулиці, можуть застосовуватися таблички 7.6.1, 7.6.2, 7.6.3, 7.6.4, 7.6.5, 7.6.6, 7.6.7 із дзеркальним зображенням символів. |
| 7.6.2       |            | Спосіб поставлення транспортного засобу на стоянку | Застосовуються із знаком 5.43 для позначення способу поставлення транспортного засобу на стоянці біля тротуару або з його використанням. Табличка 7.6.7 зазначає спосіб паркування під кутом 30°, 45° чи 60°. Табличка 7.6.1 позначає, що всі транспортні засоби повинні бути поставлені на стоянку на проїзній частині вздовж тротуару, а таблички 7.6.2, 7.6.3, 7.6.4, 7.6.5, 7.6.6 — спосіб поставлення легкових автомобілів і мотоциклів на стоянці біля тротуару та з його використанням. У населених пунктах, де стоянку дозволено з лівого боку вулиці, можуть застосовуватися таблички 7.6.1, 7.6.2, 7.6.3, 7.6.4, 7.6.5, 7.6.6, 7.6.7 із дзеркальним зображенням символів. |
| 7.6.3       |            | Спосіб поставлення транспортного засобу на стоянку | Застосовуються із знаком 5.43 для позначення способу поставлення транспортного засобу на стоянці біля тротуару або з його використанням. Табличка 7.6.7 зазначає спосіб паркування під кутом 30°, 45° чи 60°. Табличка 7.6.1 позначає, що всі транспортні засоби повинні бути поставлені на стоянку на проїзній частині вздовж тротуару, а таблички 7.6.2, 7.6.3, 7.6.4, 7.6.5, 7.6.6 — спосіб поставлення легкових автомобілів і мотоциклів на стоянці біля тротуару та з його використанням. У населених пунктах, де стоянку дозволено з лівого боку вулиці, можуть застосовуватися таблички 7.6.1, 7.6.2, 7.6.3, 7.6.4, 7.6.5, 7.6.6, 7.6.7 із дзеркальним зображенням символів. |
| 7.6.4       |            | Спосіб поставлення транспортного засобу на стоянку | Застосовуються із знаком 5.43 для позначення способу поставлення транспортного засобу на стоянці біля тротуару або з його використанням. Табличка 7.6.7 зазначає спосіб паркування під кутом 30°, 45° чи 60°. Табличка 7.6.1 позначає, що всі транспортні засоби повинні бути поставлені на стоянку на проїзній частині вздовж тротуару, а таблички 7.6.2, 7.6.3, 7.6.4, 7.6.5, 7.6.6 — спосіб поставлення легкових автомобілів і мотоциклів на стоянці біля тротуару та з його використанням. У населених пунктах, де стоянку дозволено з лівого боку вулиці, можуть застосовуватися таблички 7.6.1, 7.6.2, 7.6.3, 7.6.4, 7.6.5, 7.6.6, 7.6.7 із дзеркальним зображенням символів. |
| 7.6.5       |            | Спосіб поставлення транспортного засобу на стоянку | Застосовуються із знаком 5.43 для позначення способу поставлення транспортного засобу на стоянці біля тротуару або з його використанням. Табличка 7.6.7 зазначає спосіб паркування під кутом 30°, 45° чи 60°. Табличка 7.6.1 позначає, що всі транспортні засоби повинні бути поставлені на стоянку на проїзній частині вздовж тротуару, а таблички 7.6.2, 7.6.3, 7.6.4, 7.6.5, 7.6.6 — спосіб поставлення легкових автомобілів і мотоциклів на стоянці біля тротуару та з його використанням. У населених пунктах, де стоянку дозволено з лівого боку вулиці, можуть застосовуватися таблички 7.6.1, 7.6.2, 7.6.3, 7.6.4, 7.6.5, 7.6.6, 7.6.7 із дзеркальним зображенням символів. |
| 7.7         |            | Стоянка з непрацюючим двигуном                     | Означає, що на стоянці, позначеній знаками 5.42.1, 5.42.2, 5.42.3 або 5.43, дозволяється залишати транспортні засоби лише з непрацюючим двигуном. |
| 7.8         |            | Напрямок головної дороги                           | Напрямок головної дороги на перехресті. Застосовується із знаками 2.1, 2.2, 2.3. |
| 7.9         |            | Смуга руху                                         | Визначає смугу руху, на яку поширюється дія знака або світлофора. |
| 7.10        |            | Кількість поворотів                                | Застосовується із знаками 1.3.1 і 1.3.2, якщо поворотів три і більше. Кількість поворотів може безпосередньо позначатися і на знаках 1.3.1 і 1.3.2. |
| 7.11        |            | Поромна переправа                                  | Вказує на наближення до поромної переправи і застосовується із знаком 1.8. |
| 7.12        |            | Ожеледиця                                          | Означає, що дія знака поширюється тільки на зимовий період часу, коли проїзна частина може бути слизькою. Застосовується із знаками 1.13, 1.38, 1.39, 3.1, 3.2, 3.3, 3.4, 3.6, 3.7, 3.8, 3.9, 3.10, 3.11, 3.12, 3.13, 3.14, 3.25, 3.27, 3.29, 3.31 і 4.21. |
| 7.13        |            | Вологе покриття                                    | Означає, що дія знака поширюється на період, коли покриття проїзної частини вологе чи мокре. Застосовується із знаками 1.13, 1.38, 1.39, 3.1, 3.2, 3.3, 3.4, 3.6, 3.7, 3.8, 3.9, 3.10, 3.11, 3.12, 3.13, 3.14, 3.25, 3.27, 3.29 і 3.31. |
| 7.14        |            | Платні послуги                                     | Застосовується із знаками 5.42.1, 5.42.2 або 5.43 для позначення місць, майданчиків або зони стоянки транспортних засобів, на яких беруть плату за паркування, а також із знаками 6.6, 6.11 і 6.21, де послуги надаються тільки на платній основі. |
| 7.15        |            | Місце для огляду автомобілів                       | Застосовується із знаками 5.42.1, 5.42.2 і 6.15 для позначення майданчиків для стоянки та місць, на яких є естакада або оглядова канава. |
| 7.16        |            | Пішоходи з порушенням зору                         | Застосовується із знаками 1.32, 5.38.1, 5.38.2 і 5.39, а також із світлофорами для попередження про те, що пішохідним переходом користуються пішоходи з порушенням зору. |
| 7.17        |            | Особи з інвалідністю                               | Застосовується із знаками 5.42.1, 5.42.2 і 5.43 для позначення місця (або спеціально відведеної частини майданчика) для стоянки транспортних засобів, на яких установлено розпізнавальний знак «Водій з інвалідністю» відповідно до вимог цих Правил. |
| 7.18        |            | Крім осіб з інвалідністю                           | Застосовується для зазначення того, що дія знаків 3.13.1, 3.34, 3.35, 3.36, 3.37, 3.38 не поширюється на мотоколяски і автомобілі, на яких установлено розпізнавальний знак «Водій з інвалідністю» відповідно до вимог цих Правил. |
| 7.19        |            | Обмеження тривалості стоянки                       | Визначає максимальну тривалість перебування транспортного засобу на стоянці, позначеній знаками 5.42.1, 5.42.2 і 5.43. |
| 7.20        |            | Діє від …                                          | Вказує дату (день, місяць, рік), з якої набувають чинності вимоги дорожнього знака. Табличка встановлюється за 14 днів до початку дії знака і знімається через місяць після того, як почав діяти знак. Скасовано у стандарті ДСТУ 4100:2021 та замінено знаком «Обмеження за температурою» з тим же номером. |
| 7.21.1      |            | Вид небезпеки                                      | Застосовується із знаком 1.41 для інформування про можливий вид дорожньо-транспортної пригоди у місцях або на ділянках їх концентрації. Дозволено таблички 7.21.1, 7.21.2, 7.21.3, 7.21.4, 7.21.5 застосовувати із знаком 1.39. |
| 7.21.2      |            | Вид небезпеки                                      | Застосовується із знаком 1.41 для інформування про можливий вид дорожньо-транспортної пригоди у місцях або на ділянках їх концентрації. Дозволено таблички 7.21.1, 7.21.2, 7.21.3, 7.21.4, 7.21.5 застосовувати із знаком 1.39. |
| 7.21.3      |            | Вид небезпеки                                      | Застосовується із знаком 1.41 для інформування про можливий вид дорожньо-транспортної пригоди у місцях або на ділянках їх концентрації. Дозволено таблички 7.21.1, 7.21.2, 7.21.3, 7.21.4, 7.21.5 застосовувати із знаком 1.39. |
| 7.21.4      |            | Вид небезпеки                                      | Застосовується із знаком 1.41 для інформування про можливий вид дорожньо-транспортної пригоди у місцях або на ділянках їх концентрації. Дозволено таблички 7.21.1, 7.21.2, 7.21.3, 7.21.4, 7.21.5 застосовувати із знаком 1.39. |
| 7.22        |            | Лижники                                            | Застосовується із знаком 1.39 для позначення ділянок доріг, поблизу яких розташовані гірськолижні траси або траси інших зимових видів спорту. |

Таблички до дорожніх знаків застосовують для уточнення, обмеження дії інших дорожніх знаків. Таблички застосовуються тільки разом із знаками.

Дорожній знак «Зелена хвиля»

У лютому 2020 року на дорогах України з'явилися знаки із написом «Зелена хвиля». Вони встановлювалися у поєднанні зі знаком «Рекомендована швидкість» на ділянках доріг із автоматично контрольованим дорожнім рухом — світлофорами.